# Massacri delle foibe
I massacri delle foibe (in sloveno poboji v fojbah; in croato masakri fojbe; in serbo масакри фоjбе - masakri fojbe?) sono stati degli eccidi ai danni di militari e civili italiani autoctoni della Venezia Giulia, del Quarnaro e della Dalmazia, avvenuti durante e subito dopo la seconda guerra mondiale da parte dei partigiani jugoslavi e dell'OZNA. Il nome di tali eccidi deriva dai grandi inghiottitoi carsici (chiamati in Venezia Giulia "foibe") dove furono gettati i corpi di alcune vittime (o, in alcuni casi, le stesse ancora in vita).
Per estensione i termini "foibe" e il neologismo "infoibare" sono diventati sinonimi di uccisioni che in realtà furono in massima parte perpetrate in modo diverso: la maggioranza delle vittime morì nei campi di prigionia jugoslavi o durante la deportazione verso di essi. Secondo gli storici Raoul Pupo e Roberto Spazzali, l'utilizzo simbolico di questo termine «può divenire fonte di equivoci qualora si affronti il nodo della quantificazione delle vittime», in quanto la differenza tra il numero relativamente ridotto dei corpi materialmente gettati nelle foibe, e quello più alto degli uccisi nei campi di prigionia, dovrebbe portare a parlare di "deportati" e "uccisi" per indicare tutte le vittime della repressione.
Secondo Pupo e Spazzali le vittime in Venezia Giulia, nel Quarnaro e nella Dalmazia sono comprese tra le 3 000 e le 5 000 (comprese le salme recuperate e quelle stimate, nonché i morti nei campi di concentramento jugoslavi). Altre fonti invece fanno salire questo numero fino a 11 000, numero che secondo Raoul Pupo si può raggiungere soltanto conteggiando anche i caduti che si ebbero da parte italiana nella lotta antipartigiana.
Al massacro delle foibe seguì l'esodo giuliano dalmata, ovvero l'emigrazione forzata della maggioranza dei cittadini di etnia e di lingua italiana dalla Venezia Giulia, dal Quarnaro e dalla Dalmazia, territori del Regno d'Italia prima occupati dalla Germania nazista, poi dall'Esercito Popolare di Liberazione della Jugoslavia del maresciallo Josip Broz Tito e successivamente annessi dalla Jugoslavia tramite i trattati di pace di Parigi del 1947. L'emigrazione fu dovuta sia all'oppressione esercitata da un regime di natura totalitaria che impediva la libera espressione dell'identità nazionale, sia al rigetto dei mutamenti nell'egemonia nazionale e sociale nell'area e infine per la vicinanza dell'Italia, vicinanza che costituì un fattore oggettivo di attrazione per popolazioni perseguitate ed impaurite, nonostante il governo italiano si fosse a più riprese adoperato per fermare, o quantomeno contenere, l'esodo.
Si stima che i giuliani, i quarnerini e i dalmati che emigrarono dalle loro terre di origine, tra il 1941 e il 1956, ammontino a un numero compreso tra le 250 000 e le 350 000 persone; in base a stime pubblicate nel 2020 emigrarono circa 300 000 persone, di cui circa 45 000 di etnia slovena e croata non disposti ad accettare il nuovo regime dittatoriale.

## Inquadramento storico

### Generalità

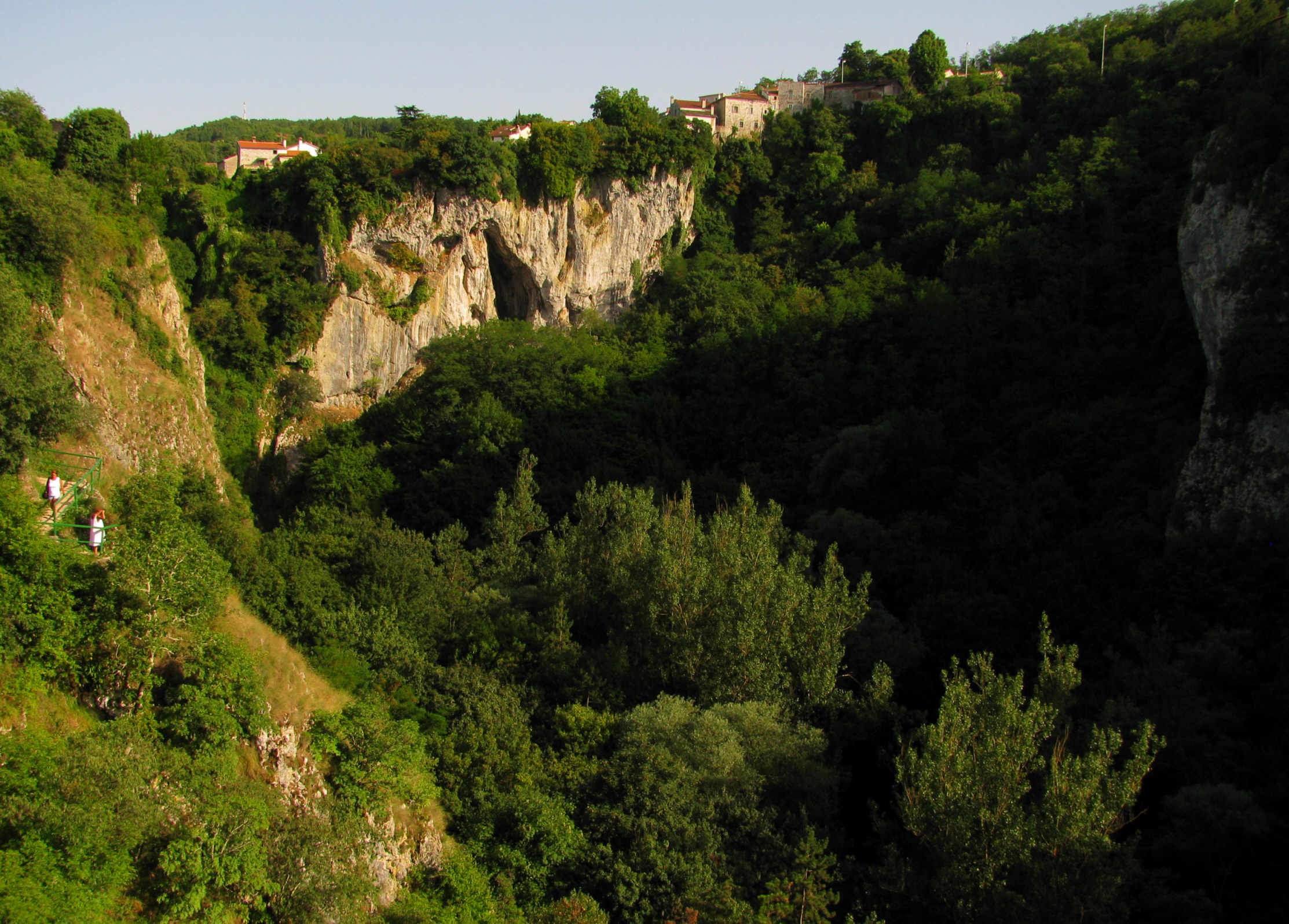
La foiba di Pisino, in Istria, che fece parte dell'Italia dal 1920 al 1947

Gli eccidi delle foibe e il successivo esodo costituiscono l'epilogo di una secolare lotta per il predominio sull'Adriatico orientale, che fu conteso da popolazioni italiane e slave (prevalentemente croate e slovene, ma anche serbe).
Tale lotta si inserisce all'interno di un fenomeno più ampio (un caso analogo è quello dell'espulsione dei tedeschi dopo la seconda guerra mondiale) che fu legato all'affermarsi degli stati nazionali in territori etnicamente misti e dove, secondo alcuni storici, l'identità e l'etnia degli individui e delle popolazioni erano più processi costruiti politicamente che dati immutabili e naturali.
Alcuni storici hanno interpretato questi atti, quasi tutti verificatisi nell'Istria meridionale (oggi croata), come una sorta di jacquerie, ossia di rivolta spontanea delle popolazioni rurali (prevalentemente slave) nei confronti delle classi borghesi (prevalentemente italiane), e di vendetta per i crimini di guerra subiti durante il periodo fascista, che furono di preludio all'azione svolta in seguito dall'armata jugoslava; altri, invece, hanno interpretato il fenomeno come un inizio di pulizia etnica nei confronti della popolazione italiana.
Alcuni storici (come il francese Michel Roux) asserirono che vi era una similitudine tra il comportamento contro gli italiani nella Venezia Giulia ed a Zara e quello promosso da Vaso Čubrilović (che divenne ministro di Tito dopo il 1945) contro gli Albanesi della Jugoslavia.
(Sandi Volk, Esuli a Trieste, op. cit.)
Nonostante la ricerca scientifica abbia, fin dagli anni novanta del XX secolo, sufficientemente chiarito gli avvenimenti, la conoscenza dei fatti nella pubblica opinione permane distorta e oggetto di confuse polemiche politiche, che ingigantiscono o sminuiscono i fatti a seconda della convenienza ideologica.

### La composizione etnica della Venezia Giulia, del Quarnaro e della Dalmazia

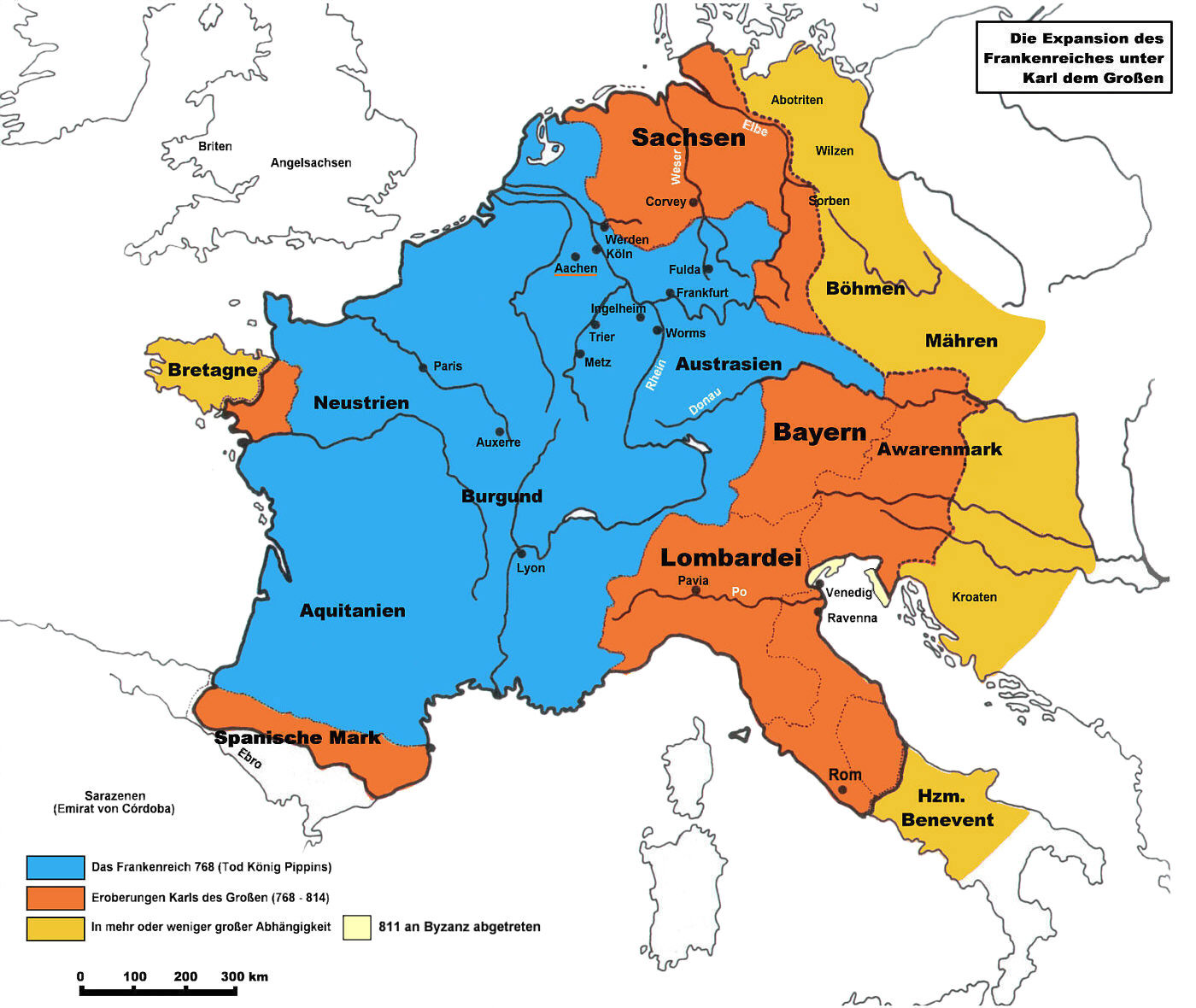
L'Impero carolingio nel 791

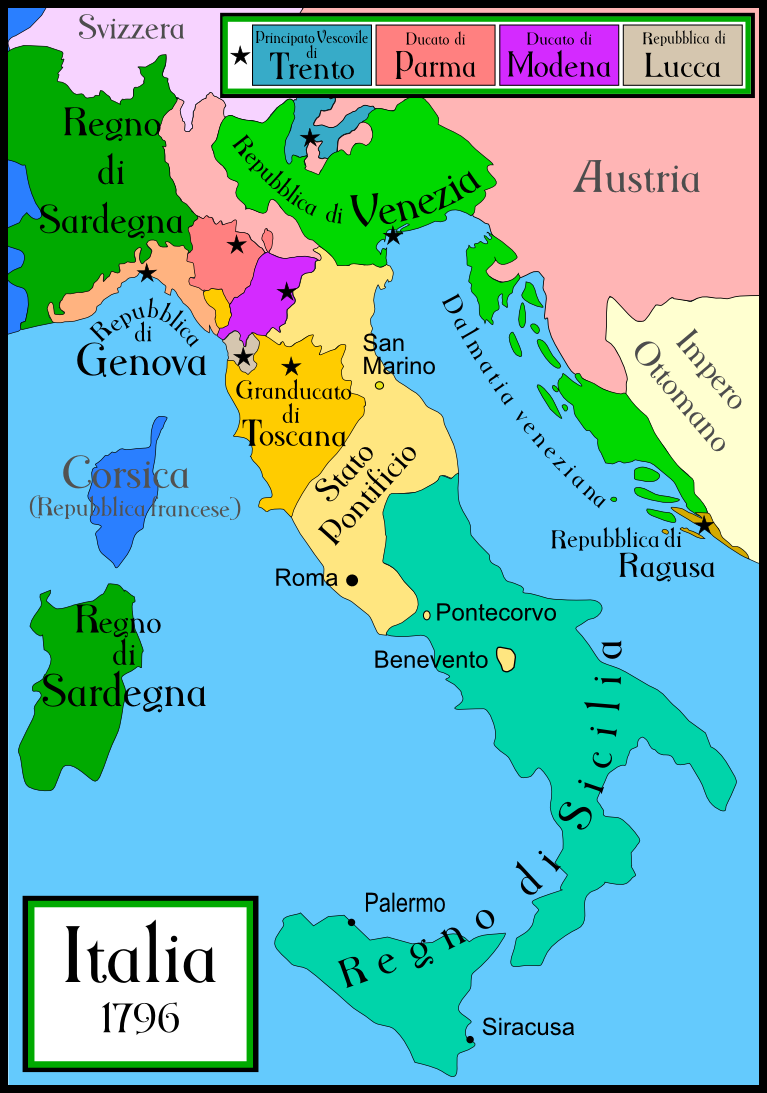
L'Italia nel 1796

Con la caduta dell'Impero romano d'Occidente (476 d.C.) le popolazioni romanizzate dell'Istria e della Dalmazia furono sottomesse da alcune tribù che vennero a stanziarsi nella zona, principalmente Avari e Slavi.
I primi insediamenti di popolazioni slave, giunte a seguito degli Avari,risalgono al IX secolo (sia in Istria che in Dalmazia).
Alla fine del VIII secolo l'Istria interna e i dintorni furono conquistate infatti da Carlo Magno: poiché tali terre erano scarsamente popolate, in quanto impervie, i Franchi e successivamente le autorità del Sacro Romano Impero vi consentirono l'insediamento degli slavi. Ulteriori insediamenti di slavi si verificarono in epoche successive; per quanto riguarda l'Istria, ad esempio, in seguito alle pestilenze del XV e XVI secolo.
Le comunità ladine che popolavano l'area di Postumia, Idria e dell'alto Isonzo sono scomparse dal Rinascimento, assimilate dalle popolazioni slave. Di fatto, intorno all'anno 1000 tutta la valle dell'Isonzo, fino alle sue sorgenti nelle Alpi Giulie, era popolata in maggioranza da popoli ladini.
La Repubblica di Venezia, tra il IX e il XVIII secolo, estese il suo dominio (suddiviso in tre aree amministrative: il Dogado, i Domini di Terraferma e lo Stato da Mar) soprattutto sulle cittadine costiere dell'Istria, nelle isole del Quarnaro e sulle coste della Dalmazia, che erano abitate da popolazioni romanizzate fin dai tempi più antichi.
Fino al XIX secolo gli abitanti di queste terre non conoscevano l'identificazione nazionale, visto che si definivano genericamente "istriani" e "dalmati", di cultura "romanza" oppure "slava", senza il benché minimo accenno a concetti patriottici oppure nazionalistici, che erano sostanzialmente sconosciuti.
Vi era una differenza di carattere linguistico-culturale tra città e costa (prevalentemente romanzo-italiche) e le campagne dell'entroterra (in parte slave o slavizzate). Le classi dominanti (aristocrazia e borghesia) erano dovunque di lingua e cultura italiana, anche qualora di origine slava. Nella Venezia Giulia, oltre che l'italiano, si parla anche la lingua veneta, la lingua friulana, la lingua istriota e la lingua istrorumena, mentre in Dalmazia era comune nel Medioevo la lingua dalmatica, che si estinse nel 1898, con la morte dell'ultimo parlante, Tuone Udaina.

### Gli opposti nazionalismi
Fino all'Ottocento, in Venezia Giulia, nel Quarnaro e in Dalmazia, le popolazioni di lingua romanza e slava convissero pacificamente. Con la Primavera dei popoli del 1848-49, anche nell'Adriatico orientale, il sentimento di appartenenza nazionale cessò di essere una prerogativa delle classi elevate e cominciò, gradualmente, a estendersi alle masse.
Fu solo a partire da tale anno che il termine "italiano" (ad esempio) cessò, anche in queste terre, di essere una mera espressione di appartenenza geografica o sociale e cominciò ad implicare l'appartenenza a una "nazione" italiana. Analogo processo subirono gli altri gruppi nazionali: si vennero pertanto a definire i moderni gruppi nazionali: italiani, sloveni, croati e serbi.
La perdita del Veneto a seguito della Terza guerra d'Indipendenza (1866) portò il governo asburgico - tanto in Dalmazia, quanto in Venezia Giulia -  a contrastare il potere politico e l'irredentismo (vero o presunto) della popolazione italiana favorendo il nascente nazionalismo degli sloveni e dei croati, nazionalità ritenute più leali e affidabili rispetto agli italiani.
Nel corso della riunione del consiglio dei ministri del 12 novembre 1866 l'imperatore Francesco Giuseppe delineò compiutamente in tal senso un piano di ampio respiro:
(Francesco Giuseppe I d'Austria, consiglio della Corona del 12 novembre 1866.)
La politica di collaborazione con i serbi locali, inaugurata dallo zaratino Ghiglianovich e dal raguseo Giovanni Avoscani, permise poi agli italiani la conquista dell'amministrazione comunale di Ragusa nel 1899. Il 26 aprile 1909 - al termine di una lunga trattativa che aveva coinvolto il governo austriaco e i rappresentanti dei partiti dalmati - venne pubblicata un'ordinanza ministeriale concernente l’uso delle lingue presso le imperial-regie autorità civili ed uffici dello Stato in Dalmazia. La lingua interna ordinaria divenne la croata, pur riconoscendo la possibilità di presentare un’istanza e di ricevere risposta in italiano se il funzionario che trattava la pratica conosceva tale lingua: "la corrispondenza degli uffici, la trattazione interna degli affari, così come qualunque atto ufficiale giuridico o tecnico, potevano essere compilate in lingua italiana; inoltre le notificazioni ufficiali, le insegne e i timbri sarebbero stati bilingui in 24 distretti (mandamenti) lungo la costa dalmata, dove erano concentrate le comunità italiane". Questa norma venne fortemente avversata dai dalmati italiani, che vedevano in essa il definitivo riconoscimento di un ruolo subalterno dell'Italiano in Dalmazia. Queste ingerenze, insieme ad altre azioni di favoreggiamento al gruppo etnico slavo ritenuto dall'impero più fedele alla corona, esasperarono la situazione andando ad alimentare le correnti più estremiste e rivoluzionarie.
In conseguenza della politica del Partito del Popolo, che conquistò gradualmente il potere, in Dalmazia si verificò una costante diminuzione della popolazione italiana, in un contesto di repressione che assunse anche tratti violenti. Nel 1845 i censimenti austriaci (peraltro approssimativi) registravano quasi il 20% di Italiani in Dalmazia, mentre nel 1910 erano ridotti a circa il 2,7%. Tutto ciò spinse sempre più gli autonomisti a identificare sé stessi come italiani, fino ad approdare all'irredentismo.

### L'irredentismo italiano in Istria e in Dalmazia
L'irredentismo italiano in Istria fu un movimento esistente tra gli istriani di etnia italiana che nell'Ottocento e Novecento promuoveva l'unione dell'Istria al Regno d'Italia. Nella prima metà dell'Ottocento l'Istria era infatti parte dei territori austroungarici, ed il nascente nazionalismo italiano iniziò a manifestarsi, specialmente a Capodistria.
Nel 1861, in occasione della proclamazione del Regno d'Italia, e nel 1866, dopo la terza guerra d'indipendenza, l'Istria non fu annessa all'Italia per svariate ragioni, a causa delle quali molti istriani si organizzarono al fine di ottenere questa unione, abbracciando l'irredentismo italiano. Del resto gli irredentisti volevano l'annessione dell'Istria all'Italia perché la ritenevano terra irredenta in quanto culturalmente parte del retaggio identitario italiano e geograficamente inclusa nei confini naturali dell'Italia fisica. Il più noto fra gli irredentisti istriani fu Nazario Sauro, tenente di vascello della Regia Marina nel primo conflitto mondiale giustiziato dall'Austria-Ungheria: solo nel 1918 l'Istria fu "redenta" (ossia unita alla madre patria). Ad un patriota capodistriano, il generale Vittorio Italico Zupelli, già distintosi nella Guerra italo-turca (1911-1912), fu addirittura affidato il "Ministero della guerra" italiano durante il primo conflitto mondiale.
Analogo movimento fu l'irredentismo italiano in Dalmazia. I primi avvenimenti che coinvolsero i dalmati italiani nel Risorgimento furono i moti rivoluzionari del 1848, durante i quali essi presero parte alla costituzione della Repubblica di San Marco a Venezia. Gli esponenti dalmati più famosi che intervennero furono Niccolò Tommaseo e Federico Seismit-Doda.
Dopo tale fase storica in Dalmazia nacquero due movimenti a carattere nazionalista, quello italiano e quello croato. Il movimento italiano trovò come guida Antonio Bajamonti, che dal 1860 al 1880 fu podestà di Spalato per il partito autonomista filoitaliano che rappresentava la maggioranza italiana nella città.
Le istanze politiche dei dalmati italiani erano promosse dal Partito Autonomista, fondato nel 1878 e scioltosi nel 1919: membro di spicco ne fu Antonio Bajamonti. Il partito, che originariamente ebbe il favore anche di parte della popolazione croata, sostituì progressivamente ad un programma autonomista per la regione un progetto irredentista per la stessa, considerati l'ostilità dell'autorità austriaca e i dissidi con la comunità croata. Il 26 aprile 1909, con provvedimenti legislativi entrati in vigore il 1º gennaio 1912, la lingua italiana perse il proprio status di lingua ufficiale della regione in favore del solo croato (precedentemente entrambe le lingue erano riconosciute): l'italiano non poté più essere usato a livello pubblico e amministrativo, sicché i dalmati italiani furono estromessi dalle amministrazioni comunali.
Allo scoppio della prima guerra mondiale molti dalmati italiani si arruolarono nel Regio Esercito per combattere a fianco dell'Italia: tra questi famoso fu Francesco Rismondo; altri, come Natale Krekich e Ercolano Salvi vennero internati in Austria. Tra gli irredenti oltreconfine che si arruolarono nel Regio Esercito, ci fu anche Antonio Bergamas, volontario di Gradisca d'Isonzo, comune friulano annesso al Regno d'Italia solo dopo la guerra, morto in combattimento senza che il suo corpo fosse stato mai ritrovato. Sua madre, Maria Bergamas, a guerra conclusa scelse la salma di un soldato italiano morto nella prima guerra mondiale, la cui identità resta sconosciuta, a cui fu in seguito data solenne sepoltura all'Altare della Patria al Vittoriano. La sua tomba divenne il sacello del Milite Ignoto, che, ancora oggi, rappresenta tutti i caduti e i dispersi in guerra italiani.
A Trieste, fino alla Primavera dei popoli gli sloveni, venuti a contatto con la popolazione urbanizzata di lingua italiana, cercavano di integrarsi nel tessuto sociale imparando e usando la lingua italiana tendendo gradualmente a italianizzarsi.
| Sudditi dell’Impero austriaco residenti nella città di Trieste Confronto censimenti 1890 – 1910 | Sudditi dell’Impero austriaco residenti nella città di Trieste Confronto censimenti 1890 – 1910 | Sudditi dell’Impero austriaco residenti nella città di Trieste Confronto censimenti 1890 – 1910 | Sudditi dell’Impero austriaco residenti nella città di Trieste Confronto censimenti 1890 – 1910 | Sudditi dell’Impero austriaco residenti nella città di Trieste Confronto censimenti 1890 – 1910 | Sudditi dell’Impero austriaco residenti nella città di Trieste Confronto censimenti 1890 – 1910 | Sudditi dell’Impero austriaco residenti nella città di Trieste Confronto censimenti 1890 – 1910 | Sudditi dell’Impero austriaco residenti nella città di Trieste Confronto censimenti 1890 – 1910 | Sudditi dell’Impero austriaco residenti nella città di Trieste Confronto censimenti 1890 – 1910 |
|                                                                                                 | Italiani                                                                                        | %                                                                                               | Sloveni                                                                                         | %                                                                                               | Tedeschi                                                                                        | %                                                                                               | Altri                                                                                           | %                                                                                               |
| ----------------------------------------------------------------------------------------------- | ----------------------------------------------------------------------------------------------- | ----------------------------------------------------------------------------------------------- | ----------------------------------------------------------------------------------------------- | ----------------------------------------------------------------------------------------------- | ----------------------------------------------------------------------------------------------- | ----------------------------------------------------------------------------------------------- | ----------------------------------------------------------------------------------------------- | ----------------------------------------------------------------------------------------------- |
| Censimento 1890                                                                                 | 100 039                                                                                         | 73,87                                                                                           | 27 725                                                                                          | 20,47                                                                                           | 7 107                                                                                           | 5,26                                                                                            | 544                                                                                             | 0,40                                                                                            |
| Censimento 1910                                                                                 | 118 959                                                                                         | 62,31                                                                                           | 56 916                                                                                          | 29,81                                                                                           | 11 856                                                                                          | 6,21                                                                                            | 3 182                                                                                           | 1,67                                                                                            |

Con la Primavera dei popoli, grazie alla possibilità di accedere all’istruzione nella propria lingua madre ed allo sviluppo di una propria cultura, anche la popolazione slovena presente a Trieste cominciò progressivamente ad assumere una propria coscienza nazionale, che si concretizzava nella costituzione di circoli culturali e sportivi, nonché nello sviluppo di una propria rete economico-finanziaria. Tale situazione fu favorita anche da un'accentuata crescita demografica degli sloveni, che tra il 1890 e il 1910 addirittura raddoppiarono di numero, come si evince dalla qui accanto riportata tabella.

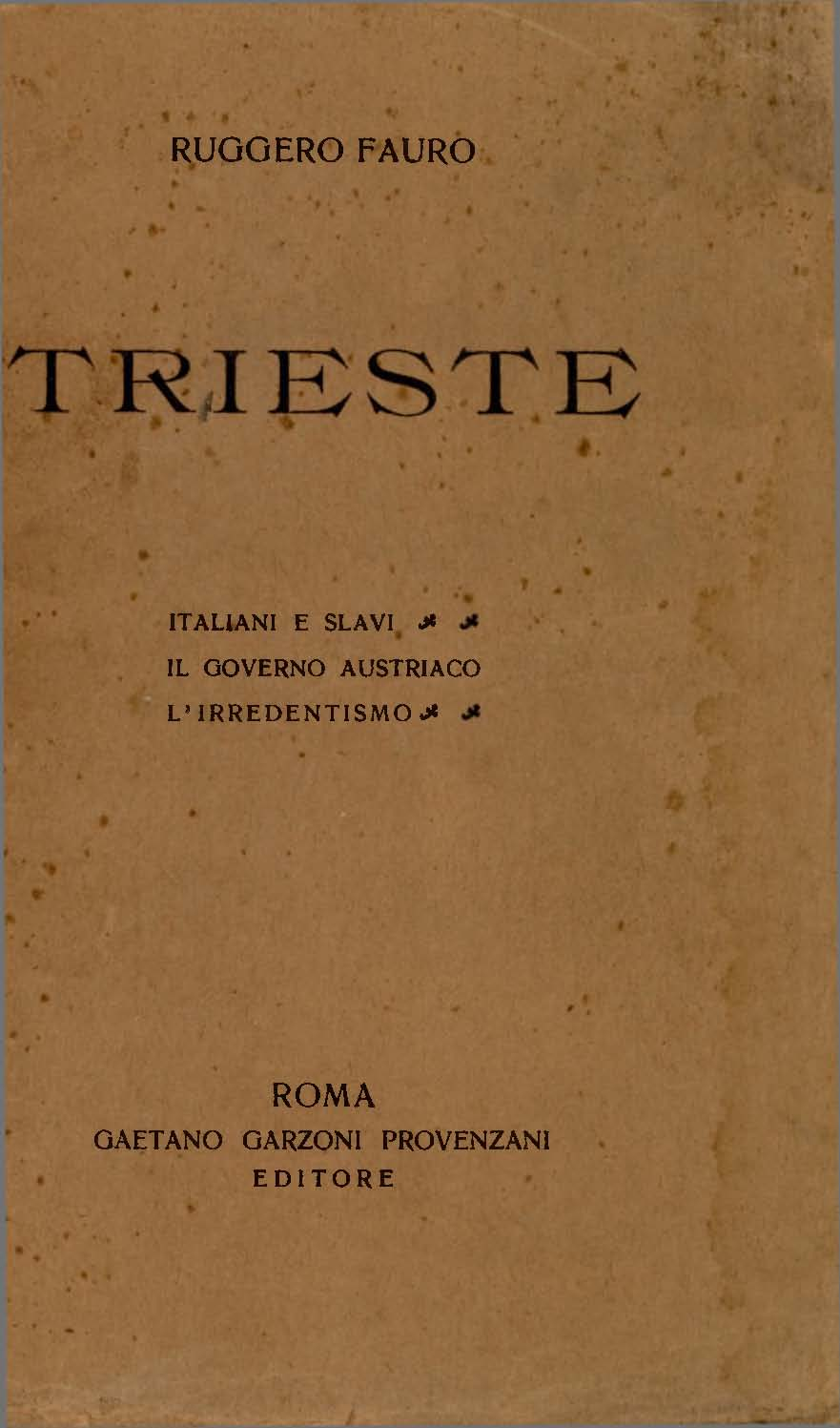
Ruggero Fauro, Trieste, 1914

Alcuni ambienti politici irredentisti percepirono l’ascesa sociale della comunità minoritaria slovena come una minaccia e un ostacolo al raggiungimento delle proprie aspirazioni, e in alcuni esponenti dell’irredentismo radicale tale sensazione si trasformò addirittura in un sentimento di odio nei confronti dei propri concittadini di lingua slovena:
(Ruggero Fauro, Trieste - 1914)

### La Grande Guerra e l'annessione all'Italia
Nel 1915 l'Italia entrò nella Grande Guerra a fianco della Triplice intesa in base ai termini del Patto di Londra, che le assicuravano il possesso dell'intera Venezia Giulia e della Dalmazia settentrionale, incluse molte isole.
La città di Fiume, invece, veniva espressamente assegnata quale principale sbocco marittimo di un eventuale futuro stato croato o del Regno d'Ungheria, nel caso in cui la Croazia avesse continuato ad essere un banato dello stato magiaro o della Duplice Monarchia.

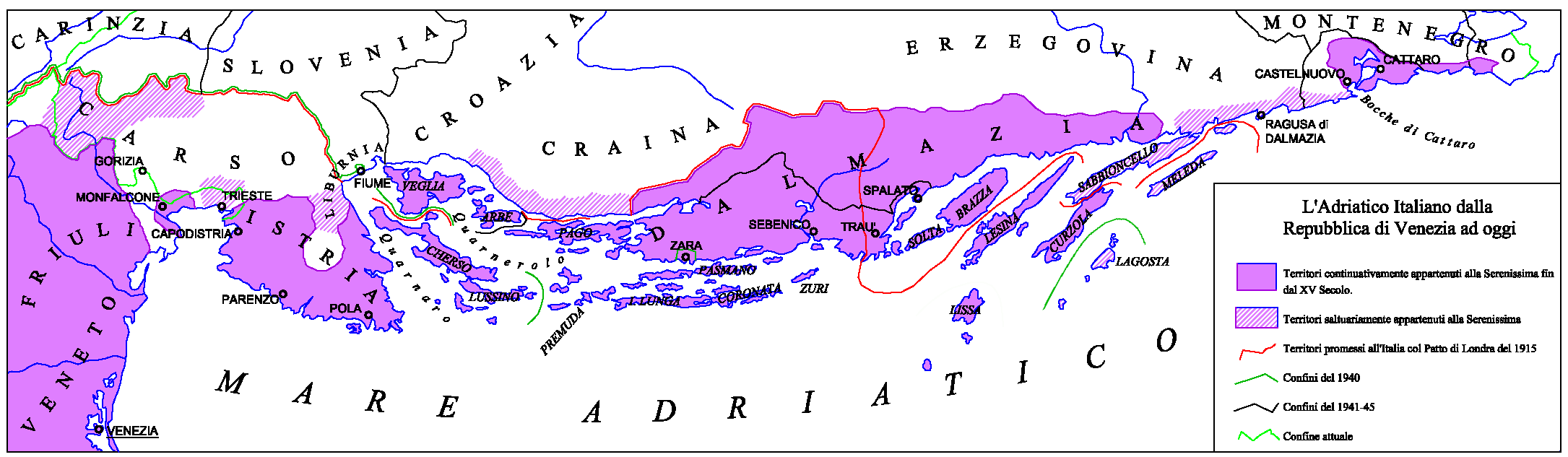
Cartina della Dalmazia e della Venezia Giulia coi confini previsti dal Patto di Londra (linea rossa) e quelli invece effettivamente ottenuti dall'Italia (linea verde). In fucsia sono invece indicati gli antichi domini della Repubblica di Venezia

Al termine della guerra, il Regio Esercito occupò militarmente tutta la Venezia Giulia e la Dalmazia, secondo i termini dell'armistizio, inclusi i territori assegnatigli dal trattato di Londra. Ciò provocò le reazioni opposte delle diverse etnie, con gli italiani che acclamarono alla "redenzione" delle loro terre e gli slavi che guardavano con ostilità e preoccupazione i nuovi arrivati. La contrapposizione nazionale subì un nuovo e forte inasprimento.
Successivamente, la definizione dei confini fra l'Italia e il nuovo stato jugoslavo fu oggetto di una lunga e aspra contesa diplomatica, che trasformò il contrasto nazionale in una contrapposizione fra Stati sovrani, che coinvolse vasti strati dell'opinione pubblica esasperandone ulteriormente i sentimenti.

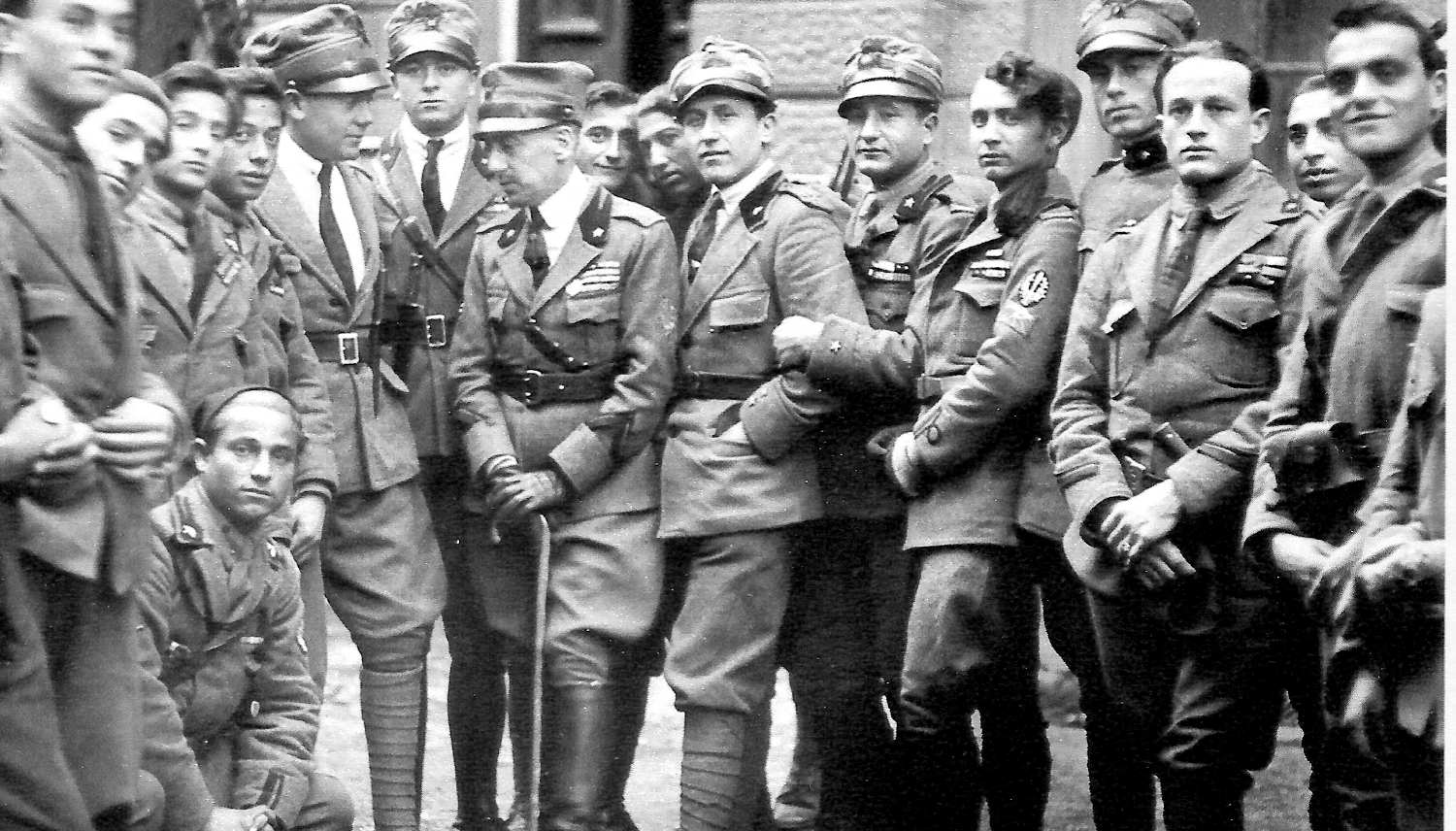
Gabriele D'Annunzio (al centro con il bastone) durante l'impresa di Fiume

Manifestazione irredentista a Fiume (11 novembre 1918), all'epoca non ancora facente parte del Regno d'Italia. Fiume passò all'Italia nel 1924, per poi essere ceduta alla Jugoslavia nel 1947

Forti tensioni suscitò in particolare la questione di Fiume, che fu rivendicata dall'Italia sulla base dello stesso principio di autodeterminazione che aveva fatto assegnare al regno jugoslavo le terre dalmate, già promesse all'Italia.
La questione dei confini fu infine risolta con i trattati di Saint Germain e di Rapallo. L'Italia ottenne solo parte di ciò che le era stato promesso dal patto segreto di Londra.
In base al principio di nazionalità, sostenuto dalla dottrina Wilson, le fu negata la città di Fiume e la Dalmazia (dove ottenne solo la città di Zara e alcune isole). Per via del mancato rispetto del Patto di Londra, l'epilogo della prima guerra mondiale venne definito "vittoria mutilata".
Col trattato di Rapallo Fiume venne eretta a stato libero, per poi essere annessa all'Italia in seguito al trattato di Roma (1924). In base al trattato di Rapallo 356 000 sudditi dell'Impero austro-ungarico di lingua italiana ottennero la cittadinanza italiana, mentre circa 15 000 di essi rimasero in territori assegnati al Regno dei Serbi, Croati e Sloveni. Contemporaneamente si ritrovarono entro i confini del Regno d'Italia 490 000 slavi (di cui circa 170 000 Croati e circa 320 000 Sloveni).

### Il biennio rosso e il "fascismo di confine"
Nel biennio 1919-20 l'Europa fu investita da ondate di scioperi e agitazioni di operai che rivendicavano migliori condizioni di lavoro, il cosiddetto biennio rosso. Spesso le fabbriche furono occupate e gestite sul modello dei Soviet, sorti dalla Rivoluzione russa. 
Contemporaneamente scoppiarono conflitti e scontri di carattere etnico in quei territori soggetti a opposte rivendicazioni nazionali. Nella Stiria meridionale, ad esempio, vi fu l'eccidio di Marburgo, causato da milizie slovene. Conflitti armati scoppiarono in varie regioni dell'Europa orientale, per la definizione dei confini.

L'Hotel Balkan sede del Narodni Dom dopo l'incendio (1920)

Anche l'Italia fu investita da un'ondata di tensioni sociali, con proteste, scioperi e agitazioni, che coinvolsero anche Trieste e la Venezia Giulia, oltre che la vicina Dalmazia (in gran parte sotto occupazione militare italiana). Tali problematiche si sommarono alle preesistenti tensioni nazionali e al diffondersi dell'idea di "vittoria mutilata" e divennero un fertile terreno per l'affermazione del nascente fascismo, che si proponeva come tutore dell'italianità e del mantenimento dell'ordine nazionale della Venezia Giulia, talvolta con il tacito appoggio delle autorità. I contrasti etnici tra italiani e slavi nell'immediato dopoguerra provocarono, fra gli altri, gli incidenti di Spalato, culminati nell'uccisione (il 12 luglio 1920) di due militari della Regia Marina, il comandante della Regia Nave Puglia Tommaso Gulli e il motorista Aldo Rossi. I fascisti, il giorno dopo la morte dei due militari, organizzarono una manifestazione anti-jugoslava a Trieste.
Altri eventi degni di nota furono l'uccisione di un italiano da parte di un uomo identificato da alcune fonti come "slavo" (per quanto le circostanze non siano mai state chiarite) e l'incendio, da parte dei fascisti, del Narodni dom ("Casa nazionale slovena") di Trieste. Tale incidente assunse a posteriori un forte significato simbolico, venendo ricordato dagli slavi come l'inizio dell'oppressione italiana.

### L'italianizzazione fascista
La situazione degli slavi peggiorò con la presa del potere da parte del Partito Nazionale Fascista, nel 1922, quando fu gradualmente introdotta in tutta Italia una politica di assimilazione delle minoranze etniche e nazionali:
- gran parte degli impieghi pubblici fu assegnata agli appartenenti al gruppo etnico italiano, che nell'ultimo periodo di dominazione asburgica ne era stato completamente estromesso a vantaggio degli Slavi e dei Tedeschi;
- con l'introduzione della Legge n. 2185 del 1 ottobre 1923 (Riforma scolastica Gentile), fu abolito nelle scuole l'insegnamento delle lingue croata e slovena. Nell'arco di cinque anni tutti gli insegnanti croati delle oltre 160 scuole con lingua d'insegnamento croata e tutti gli insegnanti sloveni delle oltre 320 scuole con lingua d'insegnamento slovena furono sostituiti con insegnanti italiani, che imposero agli alunni l'uso esclusivo della lingua italiana[49][50];Tratteggiato in rosso, il territorio abitato quasi esclusivamente da sloveni assegnato al Regno d'Italia in base al trattato di Rapallo che fu oggetto di italianizzazione

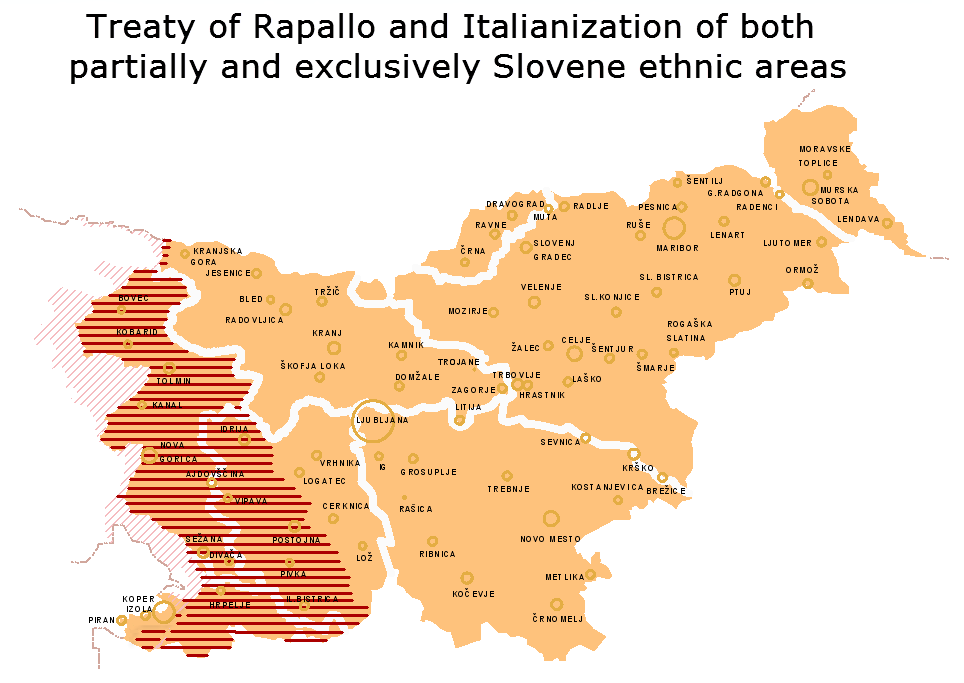
Tratteggiato in rosso, il territorio abitato quasi esclusivamente da sloveni assegnato al Regno d'Italia in base al trattato di Rapallo che fu oggetto di italianizzazione

- con il Regio Decreto n. 800 del 29 marzo 1923 furono imposti d'ufficio nomi italiani a tutte le centinaia di località dei territori assegnati all'Italia con il Trattato di Rapallo, anche laddove precedentemente prive di denominazione in lingua italiana, in quanto abitate quasi esclusivamente da croati o sloveni[51];
- in base al Regio Decreto n. 494 del 7 aprile 1926 le autorità italiane italianizzarono i cognomi a decine di migliaia di croati e sloveni[52]. Inoltre, con una legge del 1928 i parroci e gli uffici anagrafici ricevettero il divieto di iscrivere nomi stranieri nei registri delle nascite[53].

Simili politiche di assimilazione forzata erano all'epoca assai comuni in Europa, venendo applicate, fra gli altri, anche da paesi come la Francia o il Regno Unito, oltre che dalla stessa Jugoslavia soprattutto nei confronti delle proprie minoranze italiane, tedesche, ungheresi e albanesi. Si potrebbe inoltre ricordare la situazione degli ungheresi di Transilvania, dei bulgari di Macedonia, o degli ucraini di Polonia.
La politica di "bonifica etnica" avviata dal fascismo fu tuttavia particolarmente pesante, in quanto l'intolleranza nazionale, talora venata di vero e proprio razzismo, venne affiancata e coadiuvata dalle misure repressive tipiche di un regime totalitario.
L'azione del governo fascista annullò l'autonomia culturale e linguistica di cui le popolazioni slave avevano goduto durante la dominazione asburgica e esasperò i sentimenti di avversione nei confronti dell'Italia. Le società segrete irredentiste slave, preesistenti allo scoppio della Grande Guerra, si fusero in gruppi più grandi a carattere eversivo, come la Borba e il TIGR, che si resero responsabili di numerosi attacchi a militari, civili e infrastrutture italiane. Alcuni elementi di queste società segrete furono catturati dalla polizia italiana e condannati a morte dal Tribunale speciale per la difesa dello Stato per le uccisioni di cui si erano resi responsabili (1 terrorista condannato e fucilato a Pola nel 1929, con 4 complici condannati a 25 anni di carcere ciascuno; 4 terroristi condannati e giustiziati a Trieste, con 12 complici condannati a pene detentive per complessivi 147 anni e 6 mesi - cosiddetto "1° processo di Trieste" - nel 1930; 9 terroristi condannati a morte per terrorismo e spionaggio in periodo bellico di cui 5 giustiziati, con 51 complici condannati, complessivamente, a 666 anni e 6 mesi di carcere - cosiddetto "2° processo di Trieste" - nel 1941, a guerra iniziata).

### L'invasione della Jugoslavia
Aree assegnate all'Italia: l'area costituente la provincia di Lubiana, l'area accorpata alla provincia di Fiume e le aree costituenti il Governatorato di Dalmazia
     Stato Indipendente di Croazia
     Area occupate dalla Germania nazista
     Aree occupate dal Regno d'Ungheria

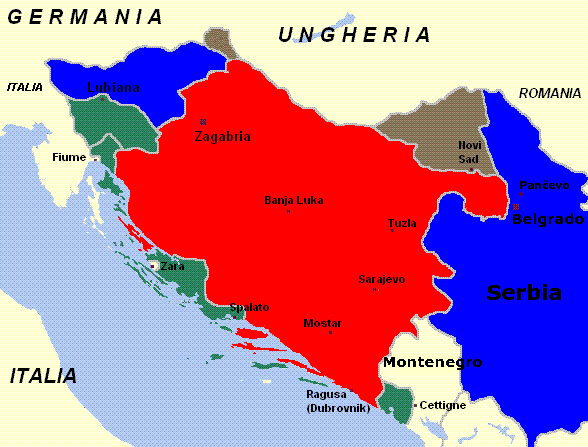
Divisione della Jugoslavia dopo la sua invasione da parte delle Potenze dell'Asse.
Aree assegnate all'Italia: l'area costituente la provincia di Lubiana, l'area accorpata alla provincia di Fiume e le aree costituenti il Governatorato di Dalmazia
Stato Indipendente di Croazia
Area occupate dalla Germania nazista
Aree occupate dal Regno d'Ungheria

Mappa del Governatorato della Dalmazia, con segnate la provincia di Zara (in verde), la provincia di Spalato (in arancio) e la provincia di Cattaro (in rosso scarlatto)

Nell'aprile del 1941 l'Italia partecipò all'attacco dell'Asse contro la Jugoslavia, la quale, dopo la resa dell'esercito, avvenuta il giorno 17, e l'inizio della politica di occupazione, fu smembrata e parte dei suoi territori furono annessi agli stati invasori.
A seguito del trattato di Roma l'Italia annetté parte della Slovenia, parte della Banovina di Croazia nord-occidentale (che venne accorpata alla Provincia di Fiume), parte della Dalmazia e le Bocche di Cattaro (che andarono a costituire il Governatorato di Dalmazia), divenendo militarmente responsabile della zona che comprendeva la fascia costiera, e il relativo entroterra, dell'ex-Jugoslavia.
In Slovenia fu costituita la Provincia di Lubiana, dove, a fini politici e in contrapposizione con i tedeschi, si progettò, senza successo, di instaurare un'amministrazione rispettosa delle peculiarità locali. Nella Provincia di Fiume e nel Governatorato di Dalmazia fu invece instaurata fin dall'inizio una politica di italianizzazione forzata, che incontrò una decisa resistenza da parte della popolazione a maggioranza croata.
La Croazia fu dichiarata indipendente con il nome di Stato Indipendente di Croazia, il cui governo fu affidato al partito ultranazionalista degli ustascia, con a capo Ante Pavelić.
La resa dell'esercito jugoslavo non fermò i combattimenti e in tutto il paese crebbe un'intensa attività di resistenza che proseguì fino al termine della guerra e che vide da un lato la contrapposizione tra eserciti invasori e collaborazionisti e dall'altro la lotta fra le diverse fazioni etniche e politiche.
Durante tutta la durata del conflitto vennero perpetrati, da tutte le parti in causa, numerosi crimini di guerra. Nel corso della guerra in particolare si ebbero circa mezzo milione di serbi vittime di violenze da parte degli estremisti croati e 100.000 croati vittime delle violenze serbe
Nella Provincia di Lubiana, fallito il tentativo di instaurare un regime di occupazione morbido, emerse presto un movimento resistenziale: la conseguente repressione italiana fu dura e in molti casi furono commessi crimini di guerra con devastazioni di villaggi e ritorsioni contro la popolazione civile. Le sanguinose rappresaglie attuate dal Regio Esercito italiano, per reprimere le azioni di guerriglia partigiana, aumentarono il risentimento della popolazione slava nei confronti degli italiani.
(Riportato da due riservatissime personali del 30 luglio e del 31 agosto 1942, indirizzate all'Alto Commissario per la Provincia di Lubiana Emilio Grazioli, dal Commissario Civile del Distretto di Longanatico (in sloveno: Logatec) Umberto Rosin)
A scopo repressivo, numerosi civili sloveni furono deportati nei campi di concentramento di Arbe e di Gonars.

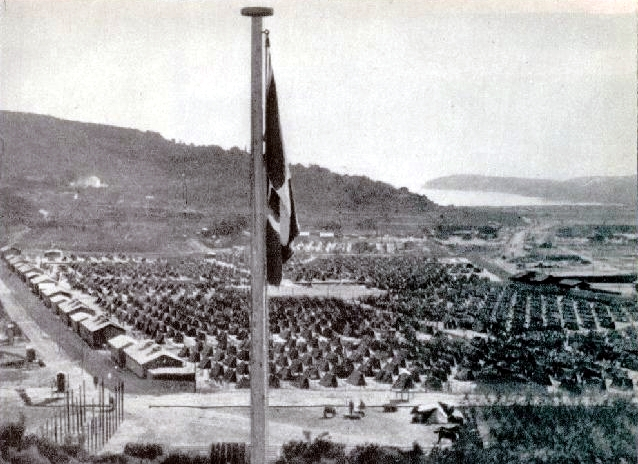
Vista del campo di concentramento di Arbe usato per l'internamento della popolazione civile slovena

Nei territori annessi, accorpati alla Provincia di Fiume e al Governatorato della Dalmazia, fu avviata una politica di italianizzazione forzata del territorio e della popolazione.
In tutto il Quarnaro e la Dalmazia, sia italiana che croata, si innescò dalla fine del 1941 una crudele guerriglia, contrastata da una repressione che raggiunse livelli di massacro dopo l'estate del 1942.
(Dalla copia del proclama prot. 2796, emesso in data 30 maggio 1942 dal Prefetto della Provincia di Fiume Temistocle Testa, riportata a pagina 327 del libro di Boris Gombač, Atlante storico dell'Adriatico orientale (op. cit.))
Il 12 luglio 1942, nel villaggio di Podhum, per rappresaglia furono fucilati da reparti militari italiani, su ordine del Prefetto della Provincia di Fiume Temistocle Testa, tutti gli uomini del villaggio di età compresa tra i 16 e i 64 anni. Sul monumento che oggi sorge nei pressi del villaggio sono indicati i nomi delle 91 vittime dell'eccidio. Il resto della popolazione fu deportata nei campi di internamento italiani e le abitazioni furono incendiate.
Nello Stato Indipendente di Croazia, il regime ustascia scatenò una feroce pulizia etnica nei confronti dei serbi, nonché di zingari ed ebrei, simboleggiata dall'istituzione del campo di concentramento di Jasenovac, e contro il regime e gli occupanti presero le armi i partigiani di Tito, plurietnici e comunisti, e i cetnici, nazionalisti monarchici a prevalenza serba, i quali perpetrarono a loro volta crimini contro la popolazione civile croata che appoggiava il regime ustascia e si combatterono reciprocamente.
A causa dell'annessione della Dalmazia costiera al Regno d'Italia, cominciarono inoltre a crescere le tensioni tra il regime ustascia e le forze d'occupazione italiane; venne perciò a formarsi, a partire dal 1942, un'alleanza tattica tra le forze italiane e i vari gruppi cetnici: gli italiani incorporarono i cetnici nella Milizia volontaria anticomunista (MVAC) per combattere la resistenza titoista.
Dopo la guerra la Jugoslavia chiese di giudicare i presunti responsabili di questi massacri (come il generale Mario Roatta), ma l'Italia negò la loro estradizione grazie ad alcune amnistie.

## Gli eccidi contro la popolazione italiana

### 1943: armistizio e prime esecuzioni

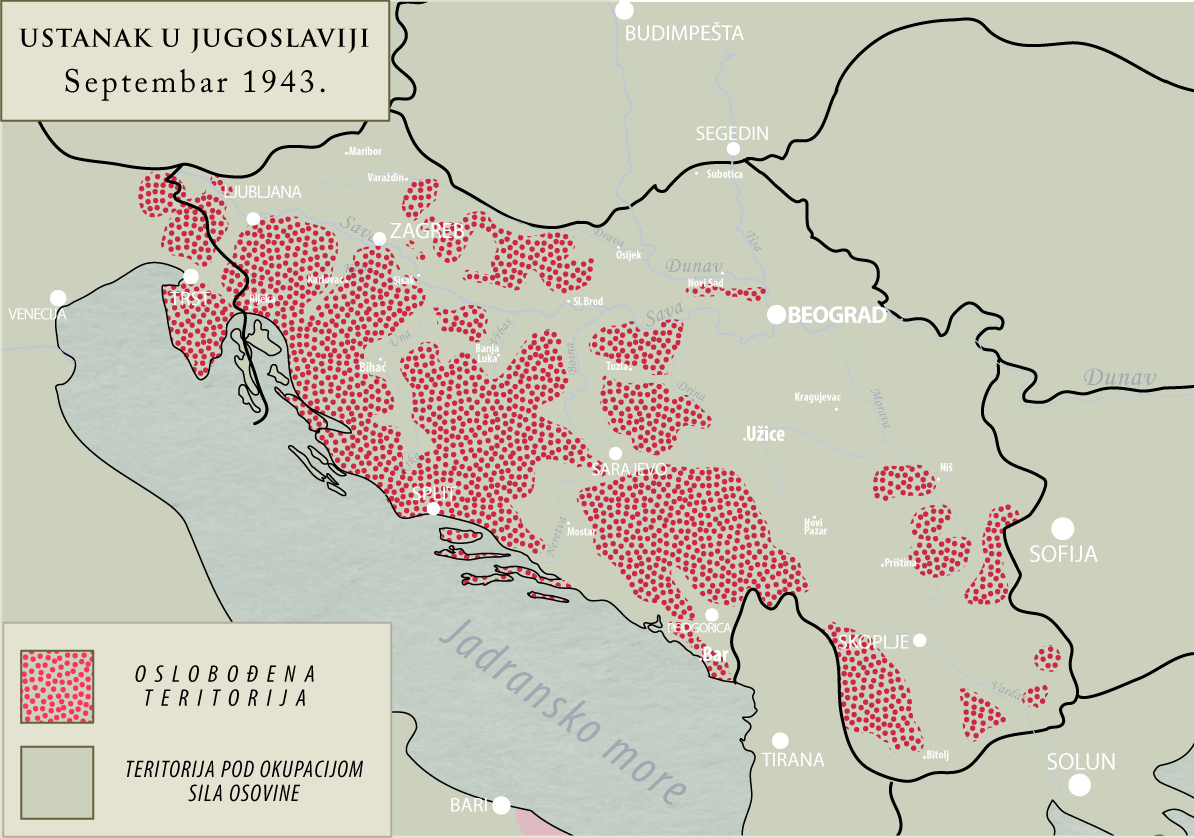
Zone controllate dai partigiani di Tito subito dopo la capitolazione italiana (8 settembre 1943)

Recupero di resti umani dalla foiba di Vines, località Faraguni, presso Albona d'Istria negli ultimi mesi del 1943

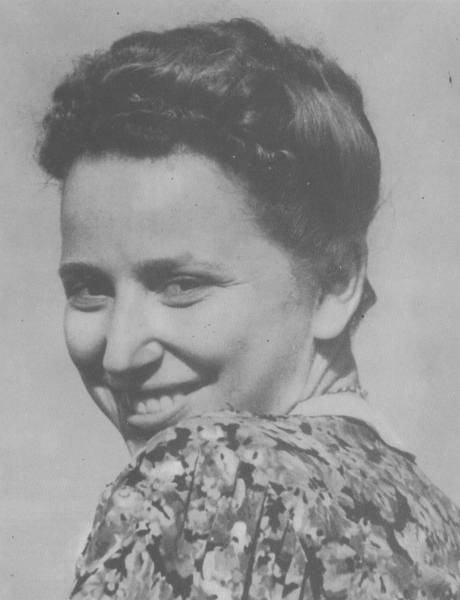
Norma Cossetto

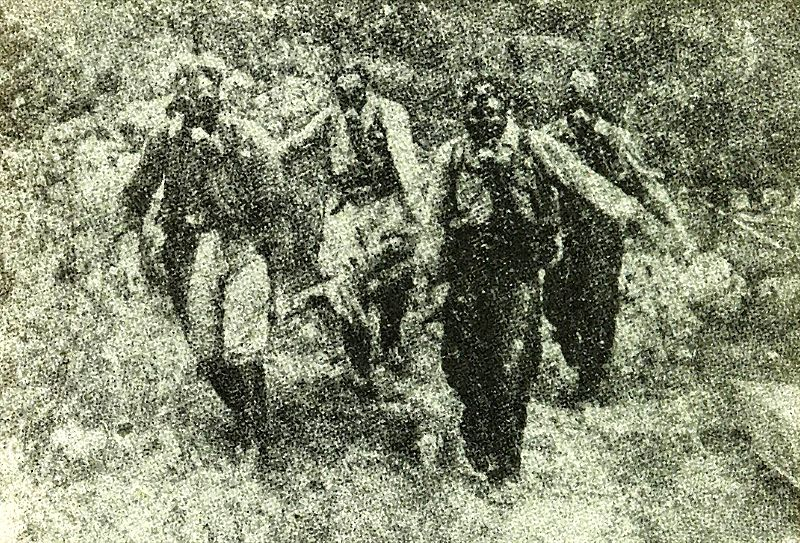
Autunno 1943: recupero di una salma, gli uomini indossano maschere antigas per i miasmi dell'aria attorno alla foiba

L'8 settembre 1943, con l'armistizio tra Italia e Alleati, si verificò il collasso del Regio Esercito.
Fin dal 9 settembre le truppe tedesche assunsero il controllo di Trieste e successivamente di Pola e di Fiume, lasciando momentaneamente sguarnito il resto della Venezia Giulia. I partigiani occuparono quindi buona parte della regione, mantenendo le proprie posizioni per circa un mese. Il 13 settembre 1943, a Pisino venne proclamata unilateralmente l'annessione dell'Istria alla Croazia, da parte del Consiglio di liberazione popolare per l'Istria. Il 29 settembre 1943 venne istituito il Comitato esecutivo provvisorio di liberazione dell'Istria.
Improvvisati tribunali, che rispondevano ai partigiani dei Comitati popolari di liberazione, emisero centinaia di condanne a morte. Le vittime furono non solo rappresentanti del regime fascista e dello Stato italiano, oppositori politici, ma anche semplici personaggi in vista della comunità italiana e potenziali nemici del futuro Stato comunista jugoslavo che s'intendeva creare.
A Rovigno il Comitato rivoluzionario compilò una lista contenente i nomi dei fascisti, nella quale tuttavia apparivano anche persone estranee al partito e che non ricoprivano cariche nello Stato italiano. Vennero tutti arrestati e condotti a Pisino. In tale località furono condannati e giustiziati assieme ad altre persone di etnia italiana e croata.
La maggioranza dei condannati fu gettata nelle foibe o nelle miniere di bauxite, alcuni mentre erano ancora in vita.
Secondo le stime più attendibili, le vittime del 1943 nella Venezia Giulia si aggirano sulle 600-700 persone.
Alcune delle uccisioni sono rimaste impresse nella memoria comune dei cittadini per la loro efferatezza: tra queste vi sono quelle di Norma Cossetto (cui è stata riconosciuta la medaglia d'oro al valor civile), di don Angelo Tarticchio e delle tre sorelle Radecchi nella Foiba di Terli.

### I ritrovamenti dell'autunno 1943
Sul principio dell'autunno del 1943, le foibe istriane furono usate anche dagli occupanti nazisti come sbrigativa forma di sepoltura per i partigiani uccisi in combattimento e per le vittime civili causate dalle numerose misure repressive messe in atto dai tedeschi in quei territori in seguito alle offensive antipartigiane dell'ottobre 1943
Le prime ispezioni delle foibe istriane, che furono disposte immediatamente dopo il ripiegamento dei partigiani conseguente alla successiva invasione nazista, consentirono il rinvenimento di centinaia di corpi.
Il compito di ispezionare le foibe fu affidato al maresciallo dei Vigili del Fuoco Arnaldo Harzarich di Pola, che condusse le indagini da ottobre a dicembre del 1943 in Istria, in particolare nella Foiba di Vines.
La propaganda fascista diede ampio risalto a questi ritrovamenti, che suscitarono una forte impressione. Fu allora che il termine "foibe" cominciò ad essere associato agli eccidi, fino a diventarne sinonimo (anche quando compiuti in maniera diversa). Paradossalmente, l'enfasi data ai ritrovamenti da parte della Repubblica di Salò alimentò da un lato il clima di terrore che favorì il successivo esodo, dall'altro la reazione negazionista con cui le sinistre respinsero per molto tempo la fondatezza di un crimine denunciato per la prima volta dal nemico fascista.

### L'armistizio in Dalmazia
Il 10 settembre, mentre Zara veniva presidiata dai tedeschi, a Spalato e in altri centri dalmati entravano i partigiani jugoslavi. Vi rimasero sino al 26 settembre, sostenendo una battaglia difensiva per impedire la presa della città da parte dei tedeschi. Mentre si svolgevano quei 16 giorni di lotta, fra Spalato e Traù i partigiani soppressero 134 italiani, compresi agenti di pubblica sicurezza, carabinieri, guardie carcerarie e alcuni civili.
La Dalmazia fu occupata militarmente dalla 7. SS-Gebirgsdivision "Prinz Eugen" tedesca.
Gli italiani, con la 15ª Divisione fanteria "Bergamo" di stanza a Spalato e precedentemente impegnata per anni proprio nella lotta antipartigiana, in quel frangente appoggiarono in massima parte i partigiani e combatterono in condizioni psicologiche e materiali molto difficili contro le truppe germaniche, fra le quali la sopra citata Divisione "Prinz Eugen", nonostante l'atteggiamento aggressivo e poco collaborativo dei partigiani titini. Dopo la capitolazione ordinata dal comandante, generale Emilio Becuzzi, molti ufficiali italiani furono passati per le armi da parte di elementi delle truppe germaniche, in quello che è noto come il massacro di Treglia.
La Dalmazia fu annessa allo Stato Indipendente di Croazia. Tuttavia Zara, restò - seppur sotto il controllo tedesco - sotto la sovranità della RSI, fino alla occupazione jugoslava dell'ottobre 1944.

### L'occupazione tedesca della Venezia Giulia e l'Ozak

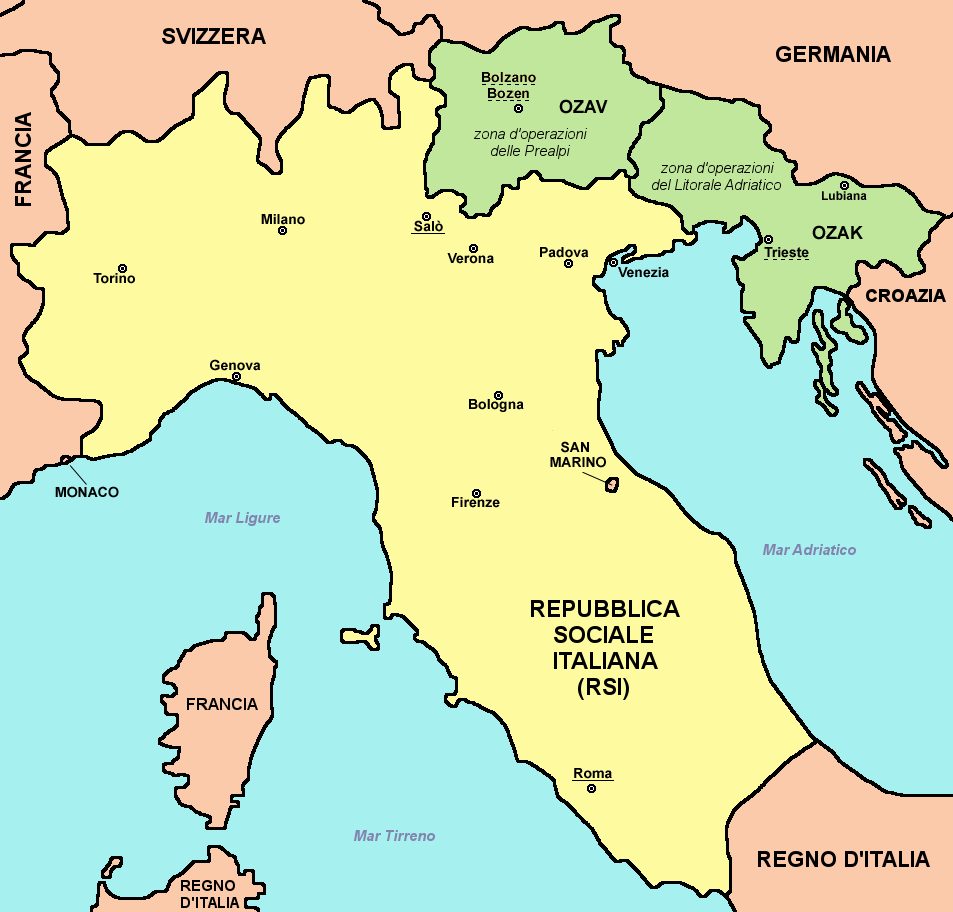
Le aree segnate in verde facevano ufficialmente parte della Repubblica Sociale Italiana ma erano considerate dalla Germania zone di operazione militare e sottoposte a diretto controllo tedesco

A seguito dell'armistizio di Cassibile i tedeschi lanciarono l'Operazione Nubifragio, con l'obiettivo di assumere il controllo della Venezia Giulia, della provincia di Lubiana e dell'Istria.
L'offensiva ebbe inizio nella notte del 2 ottobre 1943 e portò all'annientamento della resistenza opposta da parte di nuclei partigiani, che furono decimati, catturati, costretti alla fuga o dispersi. I partigiani cercarono di ostacolare i tedeschi con imboscate, colpi di mano e agguati: questi reagirono colpendo la popolazione civile, anche di etnia italiana, con fucilazioni indiscriminate, violenze, incendi di villaggi e saccheggi.
Uno dei momenti più significativi sul territorio italiano fu la battaglia di Gorizia combattuta fra i giorni 11 e 26 settembre 1943 tra l'esercito tedesco e la Brigata Proletaria, un raggruppamento partigiano forte di circa 1500 uomini, costituito in massima parte da operai dei Cantieri Riuniti dell'Adriatico di Monfalcone e rafforzato da un consistente gruppo di partigiani sloveni.
L'Operazione Nubifragio si concluse il 9 ottobre con la conquista di Rovigno.
Le truppe germaniche costituirono nell'area occupata la Zona d'operazioni del Litorale adriatico o OZAK (acronimo di Operationszone Adriatisches Küstenland). Questa, pur essendo ufficialmente parte della Repubblica Sociale Italiana era sottoposta all'amministrazione militare tedesca e di fatto, annessa al Terzo Reich.

Bruno Coceani prefetto di Trieste durante l'occupazione nazista

 L'amministrazione civile dell’OZAK fu affidata al Supremo Commissario Friedrich Rainer, che nominò quale capo della Provincia Bruno Coceani e quale podestà di Trieste Cesare Pagnini. A Bruno Coceani fu affidato anche il controllo e la supervisione delle altre prefetture della regione giuliana. Il comando militare della regione fu affidato a Ludwig Kübler, mentre il comando della polizia e delle SS venne affidato a Odilo Globočnik, che avviò una lotta crudele e senza quartiere al movimento partigiano friulano e slavo molto forte sia nel Friuli che nella Venezia Giulia, attraverso l'utilizzo di forze collaborazioniste italiane e straniere.
Le forze collaborazioniste erano formate da oltre 12.000 uomini, inquadrati in vari corpi militari e di polizia tra i quali la Milizia per la Difesa Territoriale, l’Ispettorato Speciale di Pubblica Sicurezza per la Venezia Giulia, la Guardia Civica, due reparti regolari dell'esercito della RSI (Battaglione bersaglieri Mussolini e Reggimento Alpini Tagliamento), la Xª Flottiglia MAS (dal novembre '44 al febbraio '45), le Brigate nere, la polizia tedesca e varie formazioni di collaborazionisti sloveni, croati, serbi e cosacco-caucasici.
Dal settembre 1943 all'aprile 1945 si susseguirono le repressioni nazifasciste che portarono la provincia di Gorizia a essere la prima in Italia per numero di morti nei campi di sterminio nazisti.
Nella parte orientale della Zona d'operazioni del Litorale adriatico, come pure su tutti i territori della Jugoslavia, da essi occupate, i tedeschi subivano una strenua resistenza da parte dei reparti partigiani jugoslavi aderenti al Consiglio antifascista di liberazione popolare della Jugoslavia (in lingua serbocroata “Antifašističko vijeće narodnog oslobođenja Jugoslavije” conosciuto con l’acronimo AVNOJ). I principali obiettivi dei partigiani jugoslavi erano la liberazione dei popoli jugoslavi dall’occupazione nazifascista e la creazione di una nuova Jugoslavia federale, basata sul diritto di autodeterminazione dei popoli presenti sul territorio jugoslavo. Nella seconda riunione dell’AVNOJ, tenutasi il 29 novembre 1943 nella città bosniaca di Jajce, fu tra l'altro confermato anche l'intento di annettere alla nuova Jugoslavia i territori, abitati da sloveni e croati, che erano stati assegnati al Regno d'Italia dopo la prima guerra mondiale.

### Autunno 1944: ritiro dei tedeschi dalla Dalmazia

Veduta di Zara distrutta dai bombardamenti (Molo di Riva Nuova)

Ulteriori eccidi si ebbero nel corso dell'occupazione delle città dalmate in cui risiedevano comunità italiane.
Terribile fu la sorte di Zara, ridotta in rovine dai bombardamenti aerei anglo-americani, che causarono la morte di alcune migliaia di civili (da 2 000 a 4 000) e contribuirono alla fuga di quasi il 75% dei suoi abitanti. Alla fine dell'ottobre 1944 anche l'esercito tedesco e la maggior parte dell'amministrazione civile italiana abbandonarono la città.
Zara fu occupata dagli Jugoslavi il 1º novembre 1944: si stima che il totale delle persone soppresse dai partigiani in pochi mesi sia di circa 180. Fra gli altri furono uccisi i fratelli Nicolò e Pietro Luxardo (industriali, produttori del celebre liquore maraschino): secondo alcune testimonianze Nicolò fu annegato in mare. Quella dell'annegamento in mare legati a macigni è una pratica di cui sono state date varie testimonianze, tanto da divenire nell'immaginario popolare la "tipica" modalità di esecuzione delle vittime zaratine, similmente alle foibe in Venezia Giulia.

### Primavera 1945: l'occupazione della Venezia Giulia

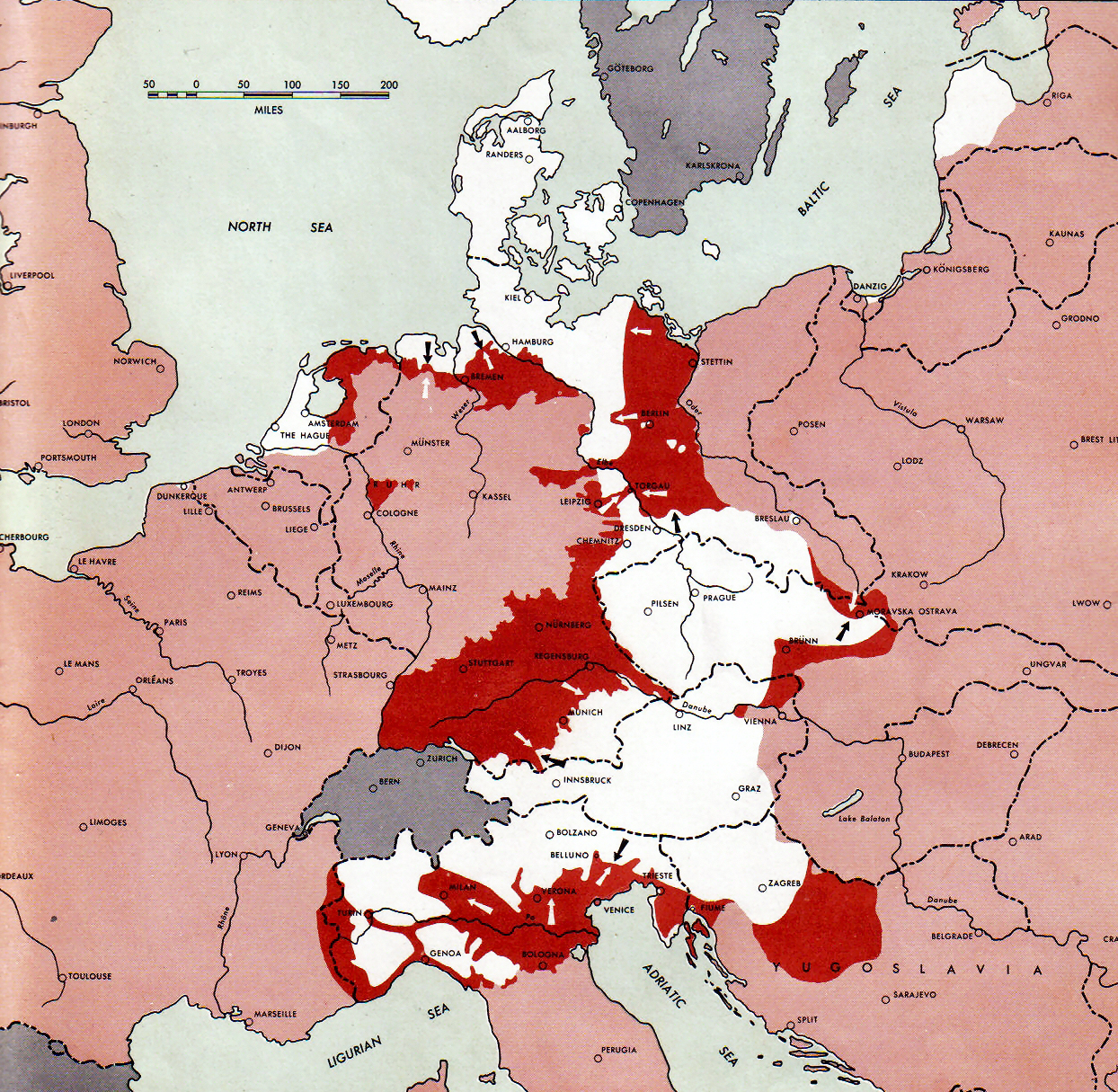
Territori controllati dagli Alleati (color salmone e rosso) e dalle forze dell'Asse (bianco) al 1º maggio 1945.

Nella primavera del 1945 gli jugoslavi crearono una nuova Armata – la IV, al comando del giovane generale Petar Drapšin – con il compito di puntare verso Fiume, l'Istria e Trieste. L'ordine era di occupare la Venezia Giulia nel più breve tempo possibile, anticipando quindi gli alleati anglosassoni in quella che venne in seguito chiamata corsa per Trieste. Tale obiettivo divenne primario per l'Esercito Popolare di Liberazione della Jugoslavia: il 20 aprile 1945 la IV Armata jugoslava entrò nella Venezia Giulia e, assieme alle unità del IX Korpus sloveno, ivi già operanti dal dicembre 1943, tra il 30 aprile e il 1º maggio dilagò nel Carso e nell'Istria, occupando Trieste e Gorizia (1º maggio), Fiume (3 maggio) e Pola (5 maggio), all'incirca una settimana prima della stessa liberazione di Lubiana e Zagabria. Ciò corrispondeva alla volontà di Tito di creare il "fatto compiuto" sul terreno, determinante ai fini delle future trattative sulla delimitazione dei confini fra Italia e Jugoslavia, invadendo l'Italia nord-orientale fino al fiume Tagliamento, mentre la sovranità sulle capitali di Slovenia e Croazia non era in discussione. Allo stesso modo, gli jugoslavi entrarono in forze nella Carinzia austriaca, già oggetto di rivendicazioni al termine della prima guerra mondiale.
Il nuovo regime si mosse nella Venezia Giulia in due direzioni. Le autorità militari avevano il mandato di ristabilire la legittimità della nuova situazione creatasi con operazioni militari di occupazione. L'OZNA, la polizia segreta jugoslava, invece, operava nella più totale autonomia.
Dopo la liberazione dall'occupazione tedesca, a partire dal maggio del 1945, nelle province di Gorizia, Trieste, Pola e Fiume il potere venne assunto dalle forze partigiane jugoslave; tale periodo fu funestato da arresti, sparizioni e uccisioni di centinaia di persone, alcune delle quali gettate nelle foibe ancora vive. A Gorizia, Trieste e Pola le violenze cessarono solamente dopo la sostituzione della amministrazione jugoslava con quella degli alleati, che avvenne il 12 giugno 1945 a Gorizia e Trieste, e il 20 giugno a Pola; a Fiume, invece, gli alleati non giunsero mai e le persecuzioni continuarono.

### Eccidi a Trieste e in Istria

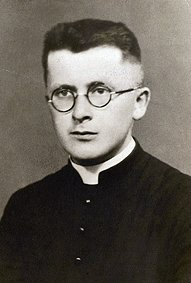
Don Francesco Giovanni Bonifacio (beato in odium fidei) fu ucciso a Grisignana l'11 settembre 1946, parecchio tempo dopo il periodo delle "foibe" vero e proprio

I baratri venivano usati per l'occultamento di cadaveri con tre scopi: eliminare gli oppositori politici e i cittadini italiani che si opponevano (o avrebbero potuto opporsi) alle politiche del Partito Comunista di Jugoslavia di Tito.
Di nuovo si verificarono uccisioni efferate, come quella dei democristiani Carlo Dell'Antonio e Romano Meneghello e di don Francesco Giovanni Bonifacio, torturato e quindi assassinato (il suo corpo non è mai stato ritrovato); ritenuto martire in odium fidei dalla Chiesa, è stato beatificato nel 2008.
Tra gli altri politici di riferimento del CLN, si segnalano i casi di Augusto Bergera e Luigi Podestà - che restano due anni in campo di concentramento jugoslavo - e quelli del socialista Carlo Schiffrer e dell'azionista Michele Miani, che riescono ad aver salva la vita.
Gli scritti dell'allora sindaco di Trieste, Gianni Bartoli, nonché alcuni documenti inglesi riportano che "molte migliaia di persone sono state gettate nelle foibe locali" riferendosi alla sola città di Trieste e alle zone limitrofe, non includendo dunque il resto della Venezia Giulia, dell'Istria (dove si è registrata la maggioranza dei casi), del Quarnaro e della Dalmazia. In possesso di queste informazioni il Governo De Gasperi, nel maggio 1945, chiese ragione a Tito di 2.500 morti e 7.500 scomparsi nella Venezia Giulia. Tito confermò l'esistenza delle foibe come occultamento di cadaveri e i governi jugoslavi successivi mai smentirono tali affermazioni.
Un controverso studio svolto dalla giornalista Claudia Cernigoi stima nel numero di 517 le vittime triestine, delle quali 412 sarebbero appartenute a formazioni militari, paramilitari o di polizia, poste al servizio delle autorità germaniche dell'OZAK (tra cui la Milizia Difesa Territoriale, l'Ispettorato Speciale di Pubblica Sicurezza, formazioni della X^ MAS, Brigate Nere, formazioni squadriste), e sostiene che una consistente parte di esse (almeno 79) non sarebbe stata infoibata ma sarebbero decedute a Borovnica o in altri campi di prigionia militari jugoslavi.

### Eccidi a Gorizia e provincia
Con l'arrivo dell'Armata Popolare Jugoslava, anche a Gorizia iniziarono le repressioni che toccarono l'apice fra il 2 e il 20 maggio. Migliaia furono gli arresti e gli scomparsi non solo tra gli italiani, ma anche tra gli sloveni che si opponevano al regime comunista di Tito.
Fra le vittime si ricordano alcuni esponenti politici locali di riferimento del CLN: Licurgo Olivi del Partito Socialista Italiano e Augusto Sverzutti del Partito d'Azione, riguardo al quale non si sa ancora la data dell'uccisione e se il suo cadavere sia stato infoibato.
Le autorità slovene, a marzo del 2006, hanno consegnato al sindaco di Gorizia un elenco di 1.048 deportati dalla provincia di Gorizia, dei quali circa 900 non hanno fatto più ritorno; di questi, circa 470 appartenevano a forze di ordine pubblico e formazioni militari italiane postesi al servizio degli occupatori tedeschi, circa 250 erano civili giuliani, 70 erano civili originari di altre province italiane e circa 110 erano sloveni collaborazionisti o presunti tali. Secondo il presidente dell'Unione degli Istriani, Massimiliano Lacota, questa lista sarebbe ancora grandemente incompleta.

### Eccidi a Fiume

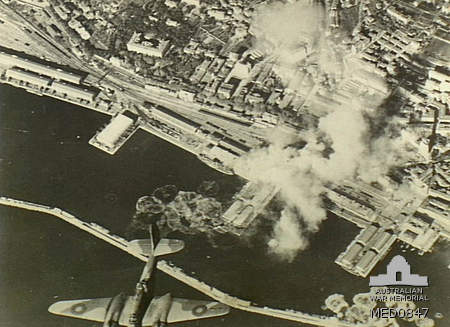
Bombardamento di Fiume da parte degli aerei della RAF (1944)

Fiume fu occupata il 3 maggio dagli jugoslavi, che avviarono in breve tempo un'intensa campagna di epurazione. Gli agenti dell'OZNA deportarono 65 guardie di pubblica sicurezza e agenti della questura, 34 guardie di finanza e una decina di carabinieri; alcuni esponenti compromessi con il regime fascista furono invece uccisi sul posto.
Tra gli esponenti più in vista del PNF furono uccisi i senatori fiumani Icilio Bacci e Riccardo Gigante (podestà di Fiume dal 1930 al 1934), che non si erano macchiati di alcun crimine. Nell'ambito della caccia agli esponenti politici italiani vennero uccisi, fra gli altri, gli ex podestà Carlo Colussi (in carica dal 1934 al 1938, venne eliminato con la moglie Nerina Copetti) e Gino Sirola (podestà dal 1943 al 1945). In anni recenti, vicino alla località di Castua, è stata individuata la fossa dove riposano i resti di Gigante, ma il loro recupero risulta complesso.

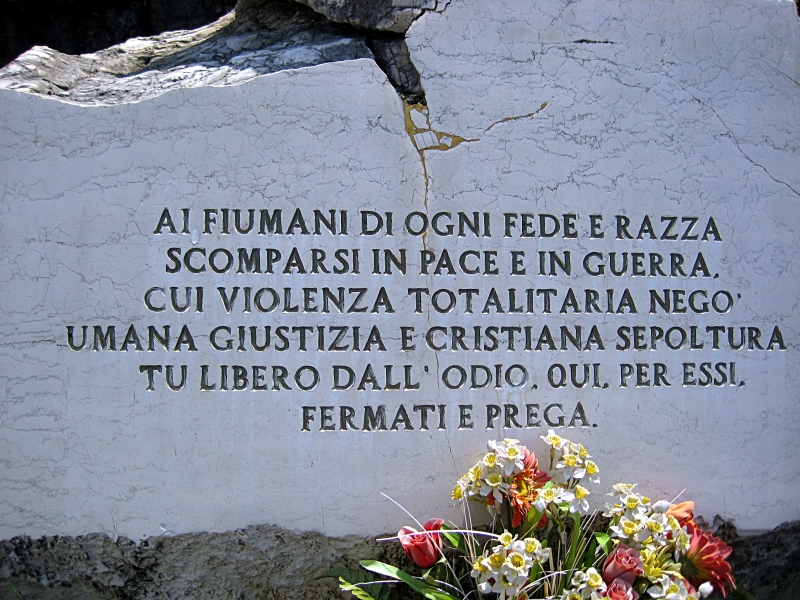
Lapide votiva nel cimitero di Cosala, a Fiume.

Particolarmente violenta fu anche la caccia ai superstiti del Partito Autonomista Fiumano, concepito come un potenziale ostacolo all'annessione della città alla Jugoslavia. Il quotidiano comunista La Voce del Popolo scatenò una campagna di denuncia contro gli autonomisti, che vennero equiparati ai fascisti. I partigiani, nelle prime ore di occupazione della città, uccisero i vecchi capi del partito, fra i quali Mario Blasich, Giuseppe Sincich, Nevio Skull, Giovanni Baucer, Mario De Hajnal e Giovanni Rubinich, che fu fondatore del Movimento Autonomista Liburnico.
La persecuzione colpì anche gli esponenti dei CLN, secondo una linea ampiamente usata anche a Trieste e Gorizia. Numerosi furono nelle tre città gli arresti e le deportazioni di antifascisti, dei quali solo alcuni faranno ritorno dai campi di concentramento dopo lunghi periodi di detenzione. Ancora nel 1946, assai dopo le esplosioni di "jacquerie", risulteranno comminate condanne capitali contro reclusi accusati di aver fatto parte dei CLN.
Il numero di italiani sicuramente uccisi dall'entrata nella città di Fiume delle truppe jugoslave (3 maggio 1945) fino al 31 dicembre 1947 è di 652, a cui va aggiunto un ulteriore numero di vittime non esattamente identificabile per mancanza di riscontri certi.

## Modifiche del confine orientale d’Italia e l’esodo giuliano dalmata

### La questione triestina
Aree annesse all'Italia nel 1920, assegnate definitivamente alla Jugoslavia nel 1947 con i trattati di Parigi
     Aree annesse all'Italia nel 1920 e rimaste italiane anche dopo il 1947
     Aree annesse all'Italia nel 1920, passate al Territorio Libero di Trieste nel 1947 con i trattati di Parigi e assegnate definitivamente all'Italia nel 1975 con il trattato di Osimo
     Aree annesse all'Italia nel 1920, passate al Territorio Libero di Trieste nel 1947 con i trattati di Parigi e assegnate definitivamente alla Jugoslavia nel 1975 con il trattato di Osimo
     Provincia di Gorizia
     Provincia di Trieste
     Provincia di Pola
     Provincia di Fiume
     Provincia di Udine
     Parte della Venezia Giulia, rimasta sotto sovranità italiana dopo la seconda guerra mondiale

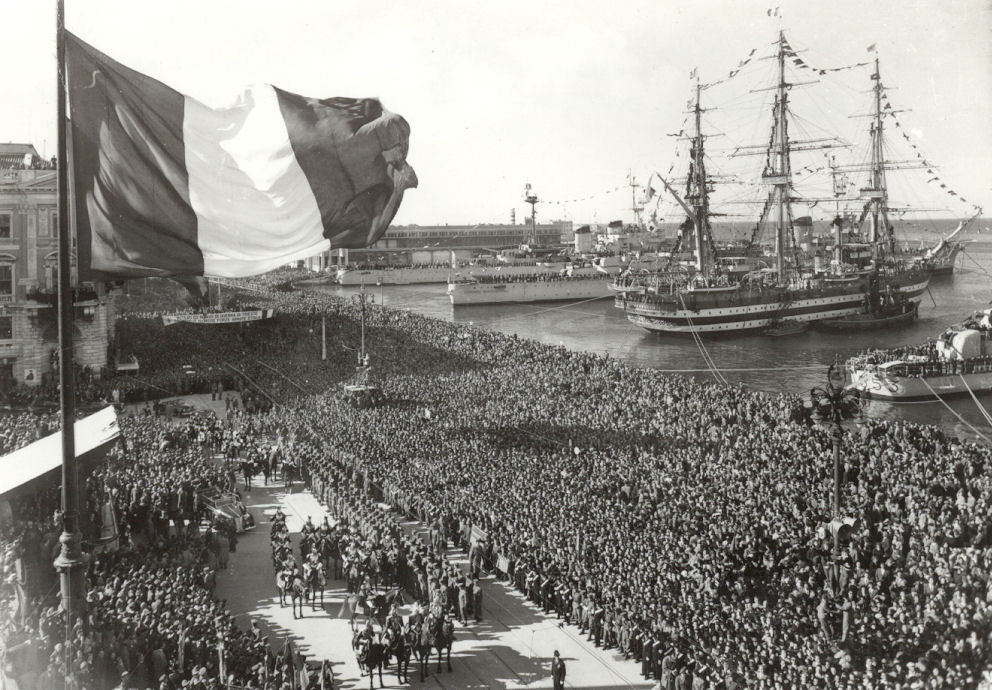
La folla festante dopo il ritorno di Trieste all'Italia, 4 novembre 1954

Nella parte finale della seconda guerra mondiale e durante il successivo dopoguerra ci fu la contesa sui territori della Venezia Giulia tra Italia e Jugoslavia, che è chiamata "questione giuliana" o "questione triestina". Trieste era stata occupata dalle truppe del Regno d'Italia il 3 novembre del 1918, al termine della prima guerra mondiale, e poi ufficialmente annessa all'Italia con la ratifica del Trattato di Rapallo del 1920: al termine della seconda, con l'Italia sconfitta, ci furono infatti le occupazioni militari tedesca e poi jugoslava.
L'occupazione jugoslava fu ottenuta grazie alla cosiddetta "corsa per Trieste", ovvero all'avanzata verso la città giuliana compiuta in maniera concorrenziale nella primavera del 1945 da parte della quarta armata jugoslava e dell'ottava armata britannica.
Il 10 febbraio del 1947 fu firmato il trattato di pace dell'Italia, che istituì il Territorio Libero di Trieste, costituito dal litorale triestino e dalla parte nordoccidentale dell'Istria, provvisoriamente diviso da un confine passante a sud della cittadina di Muggia ed amministrato dal Governo Militare Alleato (zona A) e dall'esercito jugoslavo (zona B), in attesa della creazione degli organi costituzionali del nuovo stato.
Nella regione la situazione si fece incandescente e numerosi furono i disordini e le proteste italiane: in occasione della firma del trattato di pace, la maestra Maria Pasquinelli uccise a Pola il generale inglese Robin De Winton, comandante delle truppe britanniche. All'entrata in vigore del trattato (15 settembre 1947) corse addirittura voce che le truppe jugoslave della zona B avrebbero occupato Trieste. Negli anni successivi la diplomazia italiana cercò di ridiscutere gli accordi di Parigi per chiarire le sorti di Trieste, senza successo.
La situazione si chiarì solo il 5 ottobre 1954 quando col Memorandum di Londra la Zona "A" del TLT passò all'amministrazione civile del governo italiano, mentre l'amministrazione del governo militare jugoslavo sulla Zona "B" passò al governo della Repubblica socialista. Gli accordi prevedevano inoltre alcune rettifiche territoriali a favore della Jugoslavia fra cui il centro abitato di Albaro Vescovà / Škofije con alcune aree appartenenti al Comune di Muggia (pari a una decina di km²). Il trattato fu un passo molto gradito alla NATO, che valutava particolarmente importante la stabilità internazionale della Jugoslavia.

### L'esodo degli italiani di Istria, Fiume e Dalmazia

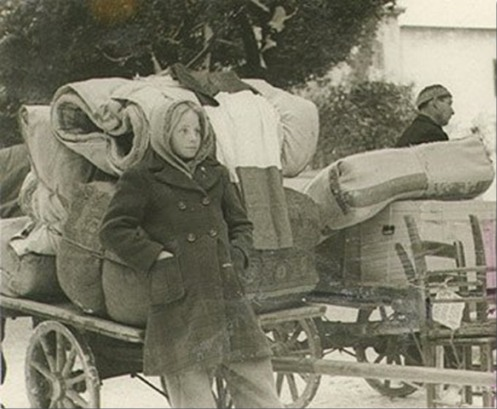
Una giovane esule italiana in fuga trasporta, insieme ai propri effetti personali, una bandiera tricolore

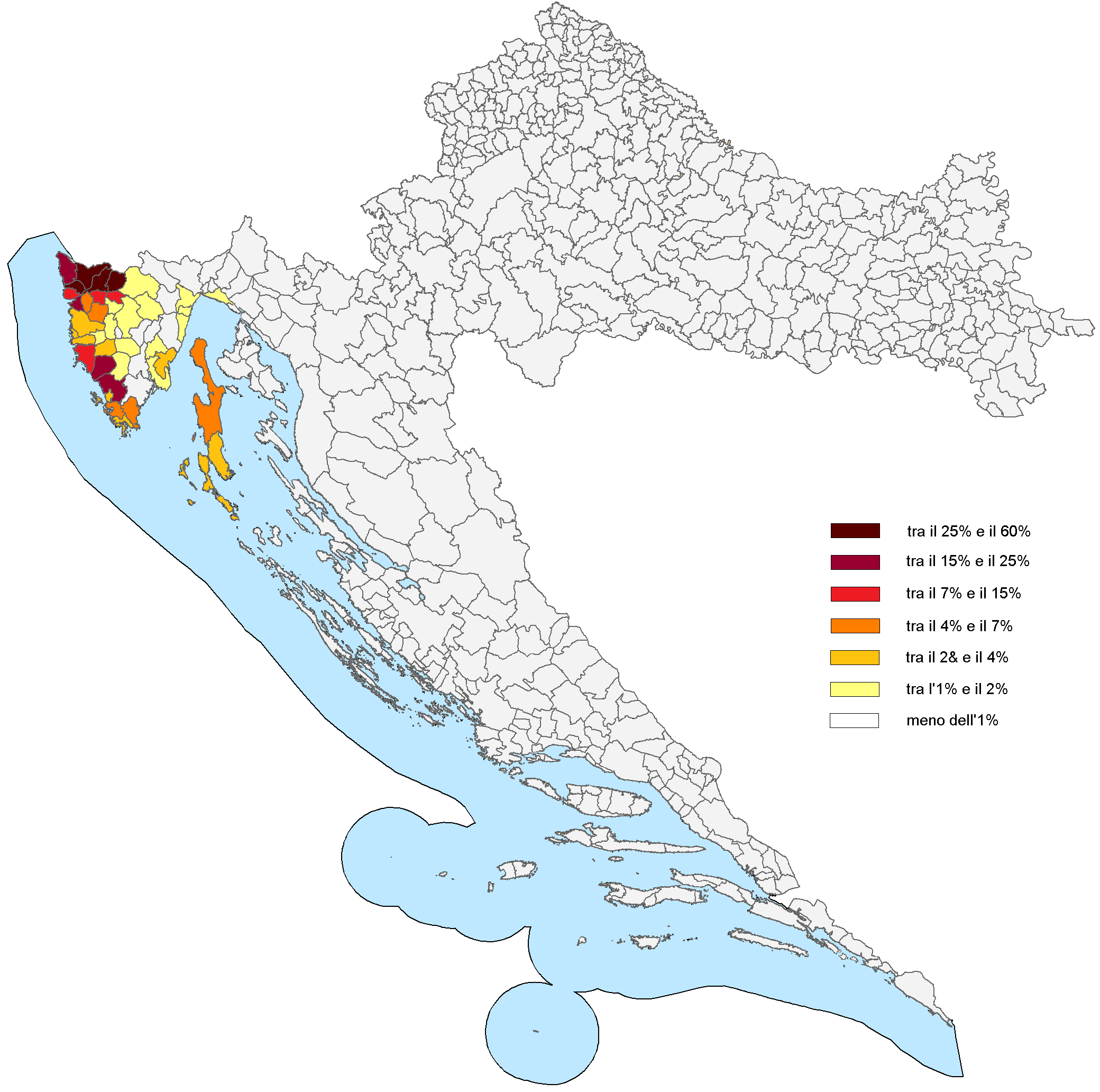
Mappa della Croazia indicante i residenti di madrelingua italiana per città e comuni, registrati dal censimento croato del 2011

Al massacro delle foibe seguì l'esodo giuliano dalmata, ovvero l'emigrazione forzata della maggioranza dei cittadini di etnia e di lingua italiana in Istria e nel Quarnaro, dove si svuotarono dai propri abitanti interi villaggi e cittadine. Nell'esilio furono coinvolti tutti i territori ceduti dall'Italia alla Jugoslavia con il trattato di Parigi e anche la Dalmazia, dove vivevano i dalmati italiani.
Con la firma del trattato l'esodo s'intensificò ulteriormente. Da Pola, così come da alcuni centri urbani istriani (Capodistria, Parenzo, Orsera, ecc.) partì oltre il 90% della popolazione etnicamente italiana, da altri (Buie, Umago e Rovigno) si desumono percentuali inferiori ma sempre molto elevate. Si stima che l'esodo giuliano-dalmata abbia interessato un numero compreso tra i 250 000 e i 350 000 italiani. I massacri delle foibe e l'esodo giuliano-dalmata sono ricordati dal Giorno del ricordo, solennità civile nazionale italiana celebrata il 10 febbraio di ogni anno.
L'ultima fase migratoria ebbe luogo dopo il 1954 allorché il Memorandum di Londra assegnò definitivamente la zona A del Territorio Libero di Trieste all'Italia e la zona B alla Jugoslavia. L'esodo si concluse solamente intorno al 1960. Dal censimento jugoslavo del 1971 in Istria e nel Quarnaro erano rimasti 17.516 italiani su un totale di 432.136 abitanti.

## Vittime

### Tipologia delle vittime
Tra i caduti figurano non solo personalità legate al Partito Nazionale Fascista, ma anche ufficiali, funzionari e dipendenti pubblici, insegnanti, impiegati bancari, postini, sacerdoti, parte dell'alta dirigenza italiana contraria sia al comunismo, sia al fascismo, tra cui compaiono esponenti di organizzazioni partigiane o anti-fasciste, autonomisti fiumani seguaci di Riccardo Zanella,  collaboratori e nazionalisti radicali e semplici cittadini. Si registrarono anche casi di donne e bambini uccisi:
(Vademecum per il giorno del ricordo, Istituto regionale per la storia della Resistenza e dell'Età contemporanea nel Friuli Venezia Giulia, p. 56)
In paralleli eccidi furono coinvolti anche cittadini italiani o ex italiani di nazionalità slovena e croata. Tali uccisioni ebbero una matrice esclusivamente politica, rimanendo esclusa quella etnica, intendendo il costituendo regime comunista, «oltre a fare i conti con il fascismo, eliminare tutti gli oppositori, anche solo potenziali... ». Questi episodi, pertanto, nel dibattito italiano non sono di solito considerati parte degli eccidi delle foibe, termine che si riferisce alle sole vittime di nazionalità italiana.

### Quantificazione delle vittime
Nel conteggio delle vittime dei massacri che coinvolsero gli italiani della Venezia Giulia e della Dalmazia vanno considerati tre distinti periodi:
- Primo periodo: settembre-ottobre 1943, in cui vennero coinvolti gli italiani in Istria.

(Boris Gombač, Atlante storico dell'Adriatico orientale)
- Secondo periodo: ottobre-novembre 1944, in cui vennero coinvolti gli italiani a Zara, città in cui cinquantaquattro bombardamenti aerei alleati, compiuti fra il novembre 1943 e l’ottobre 1944, già avevano causato la morte di circa 2 000 dei suoi 22 000 abitanti.

(Lucio Toth, Gli eccidi in Venezia Giulia e Dalmazia (1943-1950), in Dispensa di Storia Giuliano Dalmata – Edizione 2020)
- Terzo periodo: maggio-giugno 1945 e oltre, in cui vennero coinvolti gli italiani a Trieste, a Gorizia, in Istria, e a Fiume.

(Boris Gombač, Atlante storico dell'Adriatico orientale)
Una quantificazione precisa delle vittime è impossibile a causa di una generale mancanza di documenti. Il Governo jugoslavo (e successivamente quello croato) non ha mai accettato di partecipare a inchieste per determinare il numero di decessi. Negli ultimi anni ha invece dimostrato una volontà di partecipazione, per far luce sulla vicenda, il Governo della Repubblica di Slovenia, consegnando nel 2005 al sindaco di Gorizia l'elenco dei goriziani arrestati da parte delle autorità jugoslave, redatto in base alle informazioni in suo possesso. Alcuni commentatori ritengono inoltre che una parte della documentazione sia tuttora secretata negli archivi, in particolare dell'ex Partito comunista italiano. Guido Rumici nel 2002 ha valutato il numero totale delle vittime (comprensive quindi di quelle morte durante la prigionia o la deportazione) come compreso tra poco meno di 5 000 e 11 000. Nel 2020 lo storico Raoul Pupo ha quantificato fra 3 000 e 5 000 il numero dei morti.

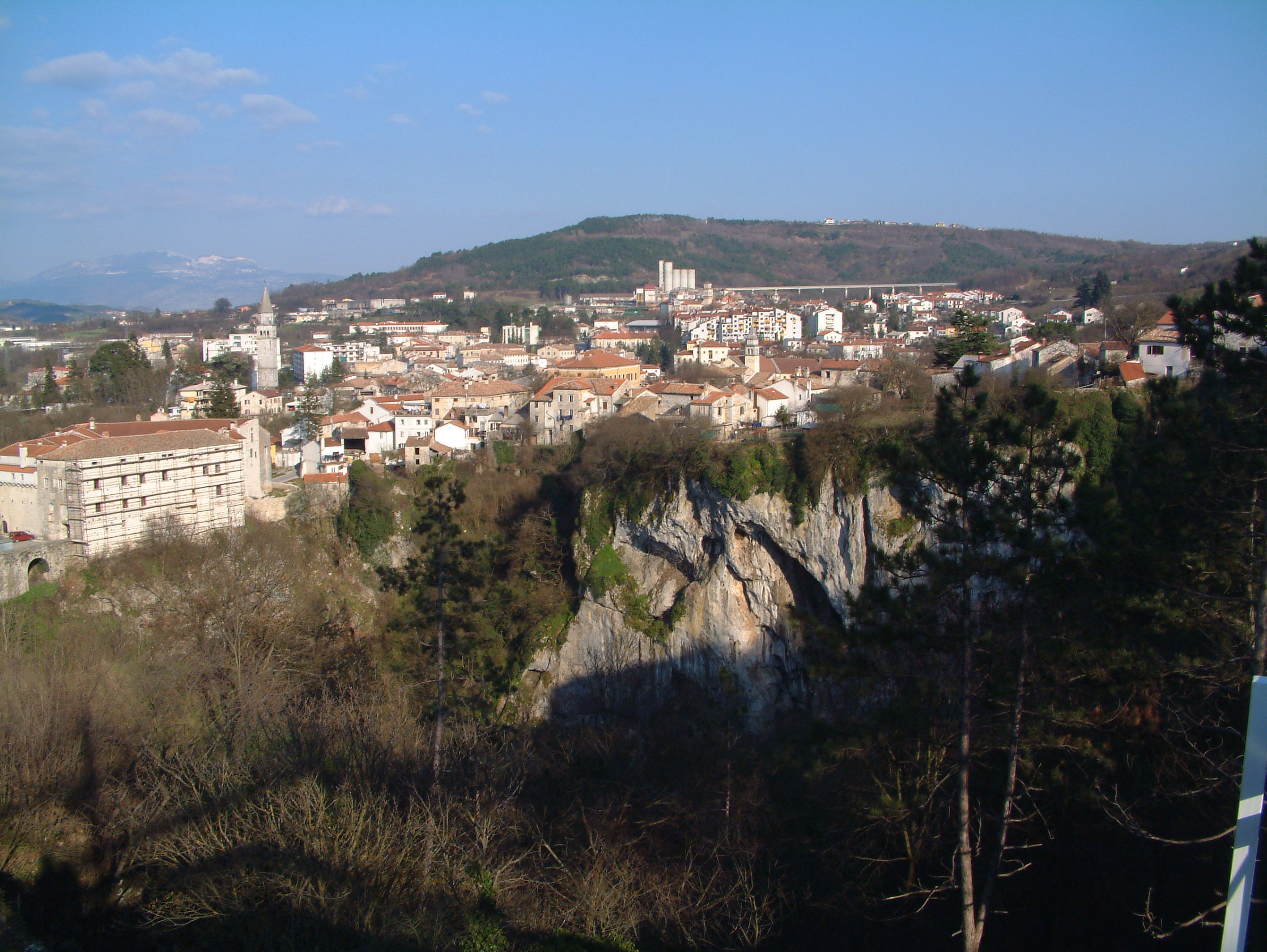
La foiba di Pisino, dove si inabissa l'omonimo torrente

Nel dopoguerra e nei decenni immediatamente successivi le vittime venivano usualmente indicate in 15 000, anche se all'epoca tali valutazioni non erano basate su stime scientifiche e talvolta vennero aumentate fino a 20 000. Calcoli volumetrici eseguiti tenendo presente la profondità del pozzo prima e dopo la strage della Foiba di Basovizza hanno ipotizzato la presenza di oltre duemila vittime. Alcuni storici ritengono questa cifra solamente speculativa, in quanto le stime si basano solamente su calcoli volumetrici fatti sulle dimensioni della Foiba di Basovizza; secondo tali autori, le ricerche condotte non hanno confortato questa ipotesi: nel 1945 durante l'ispezione della foiba sono stati trovati detriti, carcasse di animali e alcuni resti di uniformi tedesche assieme ad alcuni corpi, mentre nel 1953 una compagnia che commerciava ferro fu autorizzata a recuperare le rimanenze di metallo nella foiba, dichiarando, alla fine dei lavori, di aver scavato fino in fondo senza incontrare resti umani.
Studi rigorosi sono stati effettuati solo a partire dagli anni novanta. Le salme di "infoibati" effettivamente rinvenute finora sono circa un migliaio. Nell'uso comune, comunque, anche gli uccisi in altre circostanze legate all'avanzata delle forze jugoslave lungo il confine orientale italiano vengono considerati vittime "delle foibe".
A fine 2020 si sono conclusi i lavori di censimento della Commissione per fosse comuni nascoste in Slovenia su incarico del governo di Lubiana, ha censito che nell'ex Paese jugoslavo in ben 581 fosse o foibe sono stati rinvenuti più di 100.000 corpi giustiziati nella seconda guerra mondiale per mano dei partigiani di Tito.

### Modalità delle esecuzioni
Nelle foibe furono gettati cadaveri sia di militari sia di civili. In alcuni casi, com'è stato possibile documentare, furono infoibate persone non colpite o solo ferite.
Sebbene quest'ultima modalità di esecuzione fosse, come già detto, solo uno dei modi con cui venissero uccise le vittime dei partigiani di Tito, nella cultura popolare divenne il metodo di esecuzione per eccellenza e simbolo del massacro.
In realtà parte delle vittime considerate come "infoibate", venne uccisa o morì di stenti o malattia nei campi di prigionia jugoslavi.
(Relazione della Commissione storico-culturale italo-slovena, Relazioni italo-slovene 1880-1956)

### Testimonianze
Furono poche le persone che riuscirono a salvarsi risalendo dalle foibe, tra questi Graziano Udovisi, Giovanni Radeticchio e Vittorio Corsi, che raccontarono la loro tragica esperienza a emittenti televisive e storici:
(dichiarazione di Radeticchio)
Questa testimonianza, della primavera del 1945, fu pubblicata il 26 gennaio 1946 sul periodico della Democrazia Cristiana triestina La Prora e poi riportata integralmente e anonimamente nell'opuscolo Foibe, la tragedia dell'Istria, edito dal CLN dell'Istria. A partire dall'inserimento della testimonianza in un libro di Giuseppe Bedeschi nel 1987, questa è stata poi varie volte ripresa dalla pubblicistica.
Anche le testimonianze degli scampati dalle foibe hanno causato delle polemiche politico-storiografiche: Pol Vice (pseudonimo di Paolo Consolaro), saggista di ispirazione marxista ed esponente di Rifondazione Comunista, ha sottoposto i testi a una serrata critica, giungendo a denunciare la presenza di falsi testimoni. Il libro di Pol Vice è stato presentato dall'editrice Alessandra Kersevan come parte di un progetto più ampio comprendente anche dei similari testi di forte critica di Claudia Cernigoi e Daniela Antoni. La Kersevan, varie volte presentata dalla stampa come "negazionista", ritiene che sulle foibe stia «funzionando una propaganda forsennata (...) che ha come scopo preciso quello della rivalutazione del fascismo»: «un vero e proprio progetto mediatico di falsificazione della storia (...) costruito ed imposto all'opinione pubblica (...) dall'immediato dopoguerra ad oggi da forze politiche sociali ed economiche tuttora dominanti nel nostro Paese», anche grazie a «storici compiacenti» come Raoul Pupo e Roberto Spazzali, con la Democrazia Cristiana in testa nell'appoggio politico ai «neo irredentisti ex fascisti».

## Cause
In merito alle stragi delle foibe la ricerca storiografica ha svolto numerosi studi non solo per descrivere gli avvenimenti ad esse legate, ma anche per individuare le cause che le hanno generate; queste ultime risultano molteplici e complesse, difficilmente sintetizzabili. La qualificazione delle concause e dei fattori che possono essere alla base dei massacri delle foibe è un'operazione senza dubbio complessa. Dall'esame dei fatti storici emergono una serie di elementi antecedenti non trascurabili, quali:
- la contrapposizione nazionale ed etnica fra sloveni e croati da una parte e italiani dall'altra, causata dall'imporsi del concetto di nazionalità e Stato nazionale nell'area;
- gli opposti irredentismi, per cui i territori mistilingui della Dalmazia, della Venezia Giulia e del Quarnaro dovevano appartenere, in esclusiva, all'uno o all'altro ambito nazionale, e quindi all'uno o all'altro Stato;
- le conseguenze della prima guerra mondiale, con un'intensa battaglia diplomatica per la definizione dei confini fra il Regno d'Italia e il neonato Regno dei Serbi, Croati e Sloveni con conseguenti tensioni etniche, che portarono a disordini locali e compressioni delle rispettive minoranze fin dal primo dopoguerra;
- il tentativo di assimilazione forzata delle minoranze slave della Venezia Giulia durante il ventennio fascista;
- l'occupazione militare italiana, durante la seconda guerra mondiale, di diverse zone della Jugoslavia durante le quali si verificarono numerosi crimini di guerra contro la popolazione civile[128][129];
- la guerra nel teatro jugoslavo-balcanico, che fu uno dei fronti più complessi e violenti[130] (ad esempio l'operato degli ustascia croati);
- Il clima di resa dei conti generatosi tra le popolazioni croate e slovene in seguito ai torti e alle violenze subite dal regime fascista e dai fascisti italiani che collaboravano con i tedeschi nella Zona d'operazioni del Litorale adriatico;

(IRSRECFVG, Vademecum per il Giorno del ricordo)
- la convinzione dei partigiani jugoslavi per la quale sarebbero stati legittimati ad annettere al futuro Stato jugoslavo quella parte della Venezia Giulia e del Friuli (Litorale sloveno e Istria), abitata prevalentemente o quasi esclusivamente da croati e sloveni;
- la convinzione, diffusa fra i partigiani jugoslavi, che la guerra di liberazione jugoslava non avesse solo un carattere "nazionale", ma anche "sociale", con la popolazione italiana percepita anche come "classe dominante" contro cui lottare;
- la natura totalitaria e repressiva del costituendo regime comunista jugoslavo.

La spirale di violenza si innescò immediatamente dopo la caduta del regime nazifascista, favorita dalle tensioni politiche e sociali presenti sul territorio, che contribuirono al compimento di azioni di natura giustizialista nei confronti dei sostenitori del precedente regime e che furono successivamente indirizzate da alcuni nuclei di potere, formatisi in seno al movimento di resistenza, all'eliminazione di potenziali avversari politici, additati come nemici del popolo. In questa analisi non vanno trascurate anche le azioni criminali di semplici delinquenti, che approfittarono della confusione e della temporanea assenza di forze di polizia, preposte al mantenimento dell'ordine pubblico, per compiere azioni criminali e azioni di violenza gratuita.
Ciò premesso, il fenomeno delle foibe può essere considerato come un evento derivante da un disegno politico annessionista, il cui duplice obiettivo era:

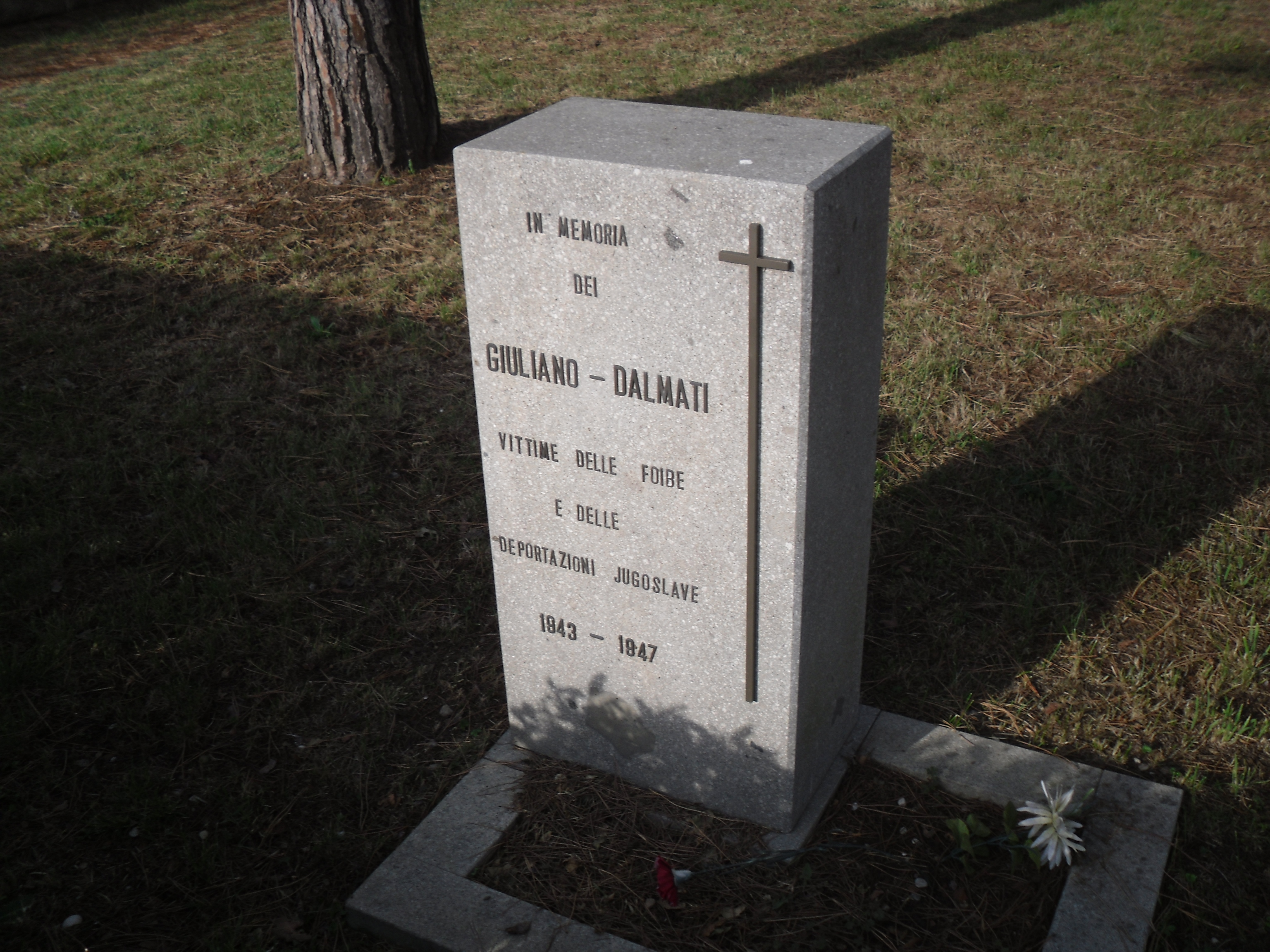
Cippo in memoria delle vittime delle Foibe, collocato presso il Tempio dell'internato ignoto a Padova.

- l'annessione della Venezia Giulia alla Jugoslavia: si volevano pertanto neutralizzare quelli (essenzialmente italiani) che si opponevano all'annessione di queste terre alla Jugoslavia;
- l'avvento di un governo comunista jugoslavo in quelle terre: si volevano pertanto neutralizzare reali o potenziali oppositori del costituendo regime comunista.

Pertanto gli eccidi "si verificarono in un clima di resa dei conti per la violenza fascista e di guerra e appaiono in larga misura il frutto" di una "violenza di stato", attuata con la repressione politica e l'intimidazione, in vista dell'annessione alla Jugoslavia di tutta la Venezia Giulia (incluse Trieste e Gorizia) e per eliminare gli oppositori (reali o presunti) del costituendo regime comunista. In vista di questi due obiettivi era infatti necessario reprimere le classi dirigenti italiane (compresi antifascisti e resistenti), per eliminare ogni forma di resistenza organizzata. Questo aspetto era particolarmente importante a Gorizia e Trieste, della cui annessione gli Jugoslavi non erano certi. Tito, pertanto, fece il possibile per occupare le due città prima di ogni altra forza alleata, per assicurarsi una posizione di forza nelle trattative. Durante l'occupazione di Gorizia e di Trieste diverse migliaia di italiani furono arrestati, uccisi o deportati nei lager jugoslavi (soprattutto nel campo di lavoro e detenzione di Borovnica e nel carcere dell'OZNA di Lubiana). Neutralizzando i vertici dirigenziali ed eliminando o intimorendo i cittadini italiani, tentò di far credere che gli jugoslavi fossero la maggioranza assoluta della popolazione: la composizione etnica sarebbe stata, infatti, un fattore decisivo nelle conferenze del dopoguerra e per questo motivo la riduzione della popolazione italiana risultava essenziale.
Lo sfruttamento del clima giustizialista per eliminare, oltre ai sostenitori del regime fascista, anche potenziali oppositori politici accomuna, secondo lo storico Boris Gombač, i massacri delle foibe alle violenze perpetrate nello stesso periodo da gruppi radicali comunisti nel cosiddetto triangolo della morte in Emilia, dove, tra le migliaia di vittime della violenza insurrezionale, vi furono anche circa 400 tra proprietari terrieri, industriali, professionisti, preti e altri appartenenti alla borghesia, solo perché dichiaratisi anticomunisti.
Su questo dibattuto problema, gli storici italiani e sloveni  hanno raggiunto conclusioni concordi, espresse nella Relazione della Commissione storico-culturale italo-slovena:
(Relazione della Commissione storico-culturale italo-slovena, Relazioni italo-slovene 1880-1956)

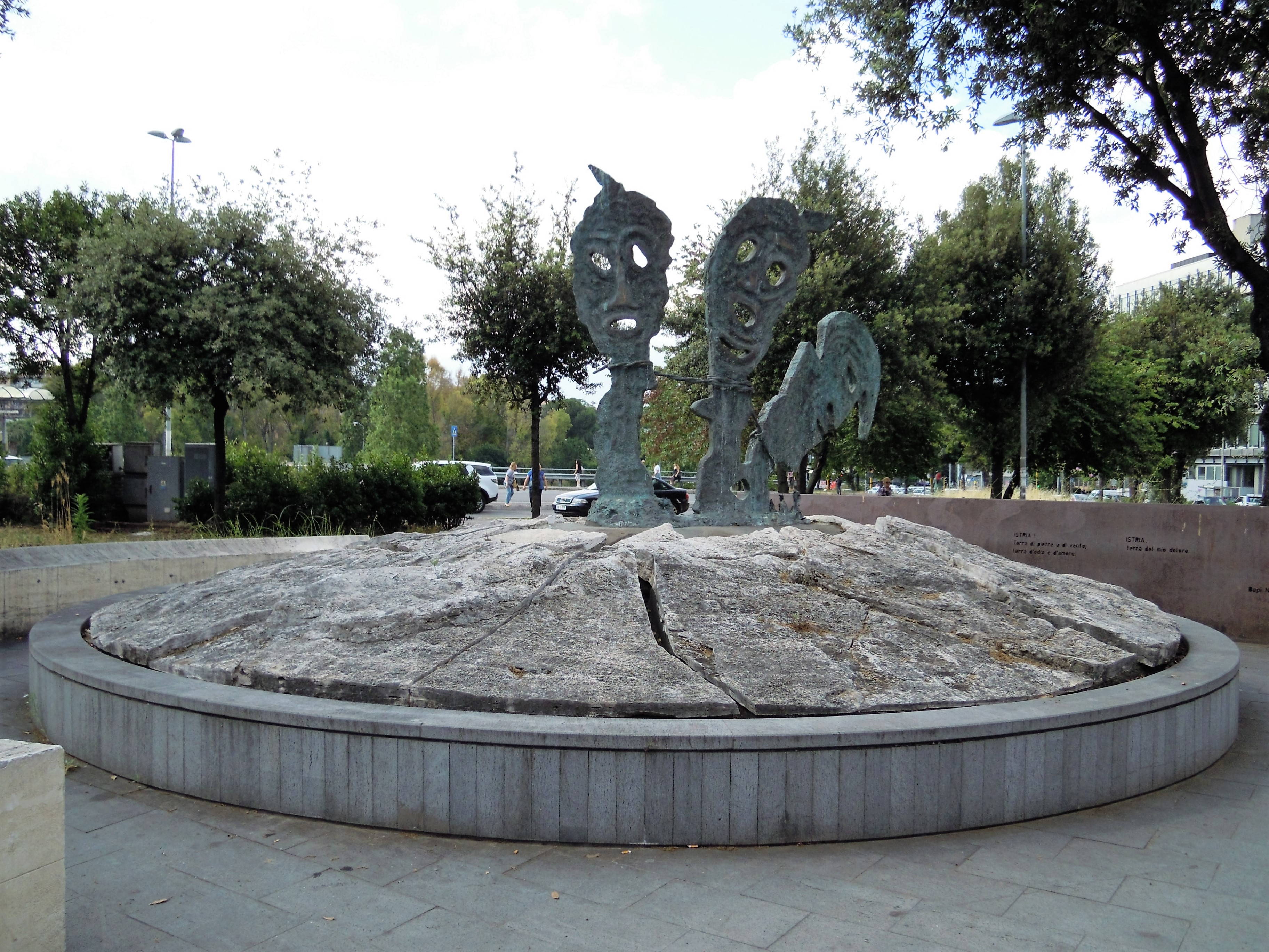
Roma, quartiere Giuliano-Dalmata: monumento alle vittime delle foibe

Per quanto riguarda il supposto aspetto "vendicativo", essendo i fascisti e i loro fiancheggiatori in gran parte italiani (sia pure non in numero superiore rispetto ad altre regioni italiane), e opponendosi essenzialmente gli italiani all'annessione alla Jugoslavia, soprattutto a livello locale fu frequentemente sostenuta l'equiparazione degli italiani ai fascisti. Questo aspetto provocò, localmente, episodi di jacquerie (insurrezioni spontanee dei ceti popolari), in cui molti colsero anche l'opportunità di portare avanti vendette personali o compiere rapine eliminando i testimoni. Gli episodi di jacquerie si verificarono prevalentemente nel corso degli eccidi del settembre e ottobre del 1943, avvenuti in un contesto in cui vennero a mancare i poteri costituiti. Tale jacquerie si rivolse non solo verso i rappresentanti del regime fascista, ma anche verso gli italiani in quanto tali.

## Storiografia e pubblicistica sui massacri delle foibe
Esistono numerosi studi storiografici sul tema degli infoibamenti: nel prenderli in considerazione occorre però tenere presente che molti di essi risultano spesso viziati da faziosità, tendenti a presentare gli avvenimenti trattati in modo confacente ad un determinato interesse politico, che si concretizza con l’eccessiva enfatizzazione di alcuni fatti storici e delle loro cause, o con la minimizzazione o addirittura l’omissione di alcuni fatti storici direttamente o indirettamente collegati a tali avvenimenti.

### Le tesi militanti

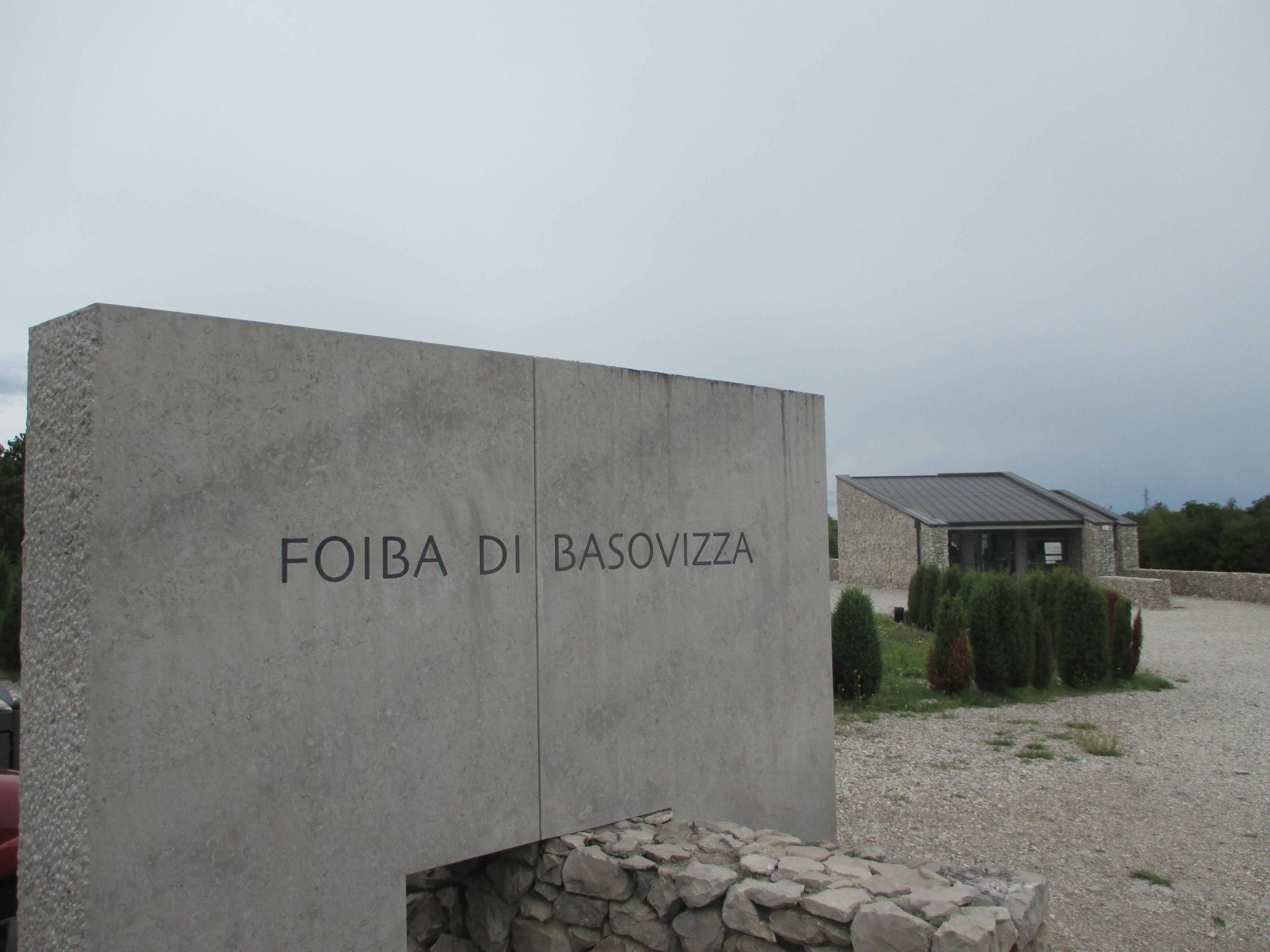
La foiba di Basovizza

Nell'immediato dopoguerra le stragi delle foibe hanno avuto un profondo impatto sull'opinione pubblica italiana. Da qui nacque l'esigenza di interpretare l'accaduto, esigenza che fu giocoforza influenzata dal pesante clima politico dell'epoca. Per questo presero piede due versioni, contrastanti e contrapposte, l'una espressione del "sentire" jugoslavo e comunista, l'altra anticomunista, antijugoslava e rappresentante il sentimento italiano relativo a tali vicende. Negli anni cinquanta, a causa delle tensioni dovute alla questione triestina, tali versioni si consolidarono presso le forze politiche e la pubblica opinione, fino a diventare una sorta di "verità acquisita". Sono queste le tesi "militanti", ossia finalizzate a mettere polemicamente in crisi l'avversario politico.
Tali tesi hanno conservato a lungo una grande influenza sull'opinione pubblica, dovuta assai più alle loro implicazioni politiche, che non alla loro correttezza storica. Malgrado la loro infondatezza sia ormai stata dimostrata, hanno mantenuto una forte diffusione fino ai giorni nostri, in quanto «si prestano ad un uso politico che non è mai venuto a meno, mentre le semplificazioni, spesso assai grevi, di cui sono intessute, ne favoriscono l'utilizzo da parte dei mezzi di comunicazione ».

#### Le tesi giustificazioniste
Tra le varie interpretazioni degli eventi riferiti ai massacri delle foibe ci sono state addirittura tesi tendenti giustificare tali eccidi.
L'atteggiamento del Partito Comunista Italiano nei confronti della questione dei confini orientali italiani fu ambiguo: già nel corso del conflitto esso aveva acconsentito a lasciare la Venezia Giulia e il Friuli orientale sotto il controllo militare dei partigiani di Tito, avallando così la successiva occupazione jugoslava: fu per questo motivo che venne ordinato ai partigiani operanti nella regione di porsi sotto il controllo del comando jugoslavo (e fu proprio in tale contesto che maturò l'eccidio di Porzûs). La pratica jugoslava dell'infoibamento era nota al PCI di Trieste, come si evince da un'istruzione destinata al Battaglione "Trieste" nel dicembre 1943, in cui – nell'ambito di una serie di esortazioni alla guerra totale contro il nemico – si invitava tra l'altro a utilizzare «la tattica delle foibe».

Successivamente - pur in presenza di resistenze interne, concentrate soprattutto fra i membri del partito giuliani, ed in particolare i triestini - il PCI accettò che i territori assegnati all'Italia col Trattato di Rapallo (1920) passassero alla Jugoslavia, ritenendo che i diritti nazionali degli italiani sarebbero stati tutelati dal nuovo ordine socialista imposto da Tito al suo Paese; infine - a partire dalla metà del 1945 e massimamente a seguito della rottura fra Tito e Stalin - passò a una difesa del carattere italiano della città di Trieste: in un primo momento sposando la linea per la quale era da crearsi il Territorio Libero di Trieste, in seguito, dal 1948, assumendo il mantenimento della città in Italia fra gli obiettivi del suo programma politico.

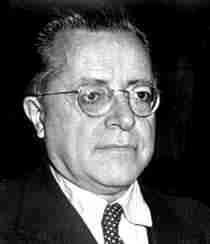
Palmiro Togliatti, segretario del PCI.
Le sue posizioni sulla questione giuliano-dalmata sono controverse.

In particolare, il PCI di Trieste - allontanatosi alla fine del 1944 dal CNL cittadino per sottoporsi gerarchicamente al fronte di liberazione della Slovenia - auspicò, durante il corso di un'assemblea pubblica indetta dalle autorità italo-slave, quella che venne definita "risoluzione settima repubblica", che prevedeva la formazione di una settima repubblica federativa jugoslava, di carattere italiano (con una bandiera ufficiale già prevista e realizzata), comprendente Trieste, Monfalcone e il Friuli orientale: a tale scopo venne creato il Partito Comunista della Venezia Giulia.
Negli anni successivi furono tuttavia molti gli ex partigiani e i militanti a prendere la via dell'esodo, come conseguenza delle politiche nazionaliste e repressive del comunismo jugoslavo, oltre che per la disputa che opponeva Tito a Stalin, e che vedeva i comunisti italiani schierati su posizioni rigidamente staliniane.
Negli anni successivi il PCI contribuì a dare all'opinione pubblica italiana una visione alterata degli avvenimenti, volta a minimizzare e a giustificare le azioni dei comunisti jugoslavi. Di tale atteggiamento ne fecero le spese soprattutto i profughi, ai quali fu ingiustamente cucita addosso la nomea di "fascisti in fuga".
(Da Profughi di Piero Montagnani su L'Unità - Organo del Partito Comunista Italiano - Edizione dell'Italia Settentrionale, Anno XXIII, N. 284, Sabato 30 novembre 1946)
A tutt'oggi persiste in taluni ambienti comunisti e post-comunisti, in particolar modo quelli più legati all'epopea partigiana, un atteggiamento che tende a minimizzare e a giustificare gli eccidi.

#### Le tesi negazioniste
Le tesi negazioniste, tendono a negare un qualsivoglia eccidio da parte jugoslava, che la ricerca storica ha dimostrato essere «del tutto prive di senso». Ipotesi di questo tipo sono state dominanti nella storiografia della Jugoslavia comunista, dove erano divenute una vera e propria "verità di Stato". Erano basate su quanto affermato, fin dall'immediato dopoguerra, dagli jugoslavi: "da parte del governo jugoslavo non furono effettuati né confische di beni, né deportazioni, né arresti, salvo che […] di persone note come esponenti fascisti di primo piano o criminali di guerra" (9 giugno 1945).
Nasceva così il falso mito della "vendetta contro i fascisti", che viene tuttora perpetuato, in alcuni ambiti, anche in senso riduzionista: non si negano dei massacri ma si tende a ridimensionare il fenomeno.
L’insostenibilità di tali tesi è stata argomentata in modo sintetico, ma esauriente dallo storico Elio Apih:
(Elio Apih, "Le foibe giuliane", Libreria Editrice Goriziana, 2010, ISBN 978-88-6102-078-8; p.21 e p.70)

#### La tesi del genocidio nazionale
(IRSRECFVG, Vademecum per il Giorno del ricordo, pagina 67)
Speculare alla tesi precedente, è la tesi del "genocidio nazionale" degli italiani, secondo cui gli italiani furono perseguitati in quanto tali ("colpevoli solo di essere italiani"), nel tentativo di distruggerne la presenza.
Tale tesi, sviluppatasi sulla base della percezione dei protagonisti del tempo, si è andata via via cristallizzando, anche a causa dell'assenza di ricerca storica, divenendo così una convinzione difficile da superare. Tale tesi è tuttora popolare nell'ambiente degli esuli e, presentandosi a facili strumentalizzazioni politiche, in talune frange della destra italiana.
La ricerca storica ne ha rilevato l'inconsistenza della tesi della equiparazione delle "foibe" ad un atto di genocidio, non essendosi mai potuto dimostrare che le stragi avessero come obiettivo una "pulizia etnica" degli italiani. Il numero delle vittime, pur elevato, è infatti lontano dalla dimensioni di un genocidio; inoltre la repressione jugoslava del 1945 ebbe sicuramente finalità intimidatorie nei confronti dell'intera comunità italiana, tuttavia queste sono da collegare non tanto a un progetto di espulsione (che prese effettivamente corpo solo negli anni successivi), quanto alla volontà di far comprendere nel modo più drastico agli italiani, che sarebbero potuti sopravvivere nella nuova Jugoslavia, solo se avessero accettato il nuovo regime, assieme a tutti i suoi obiettivi di ordine politico, nazionale e sociale.

### L'analisi delle responsabilità fasciste
A partire dagli anni settanta vi furono i primi studi storici sugli eccidi da parte dell'INSMLI, con contributi di Galliano Fogar, Giovanni Miccoli e Teodoro Sala. Le tesi elaborate sono sicuramente più plausibili rispetto alle sopra citate "tesi militanti" e hanno consentito di collocare gli eccidi del 1943 e del 1945 all'interno del periodo iniziato nei primi anni venti con la politica di italianizzazione fascista nei confronti degli allogeni, con le relative oppressioni e violenze, proseguita con l'aggressione italiana contro la Jugoslavia e culminata con la brutale repressione della resistenza jugoslava.
In quest'ottica, apparve logico considerare le stragi come un fenomeno di reazione largamente spontaneo: una sorta di brutale e spesso indiscriminata resa dei conti in reazione alle angherie subite. Tali studi hanno comunque avuto il merito di addivenire a una prima storicizzazione del fenomeno, con l'individuazione delle responsabilità del fascismo nello scoppio della crisi che travolse l'italianità della Venezia Giulia, del Quarnaro e della Dalmazia.

### Responsabilità del regime comunista jugoslavo

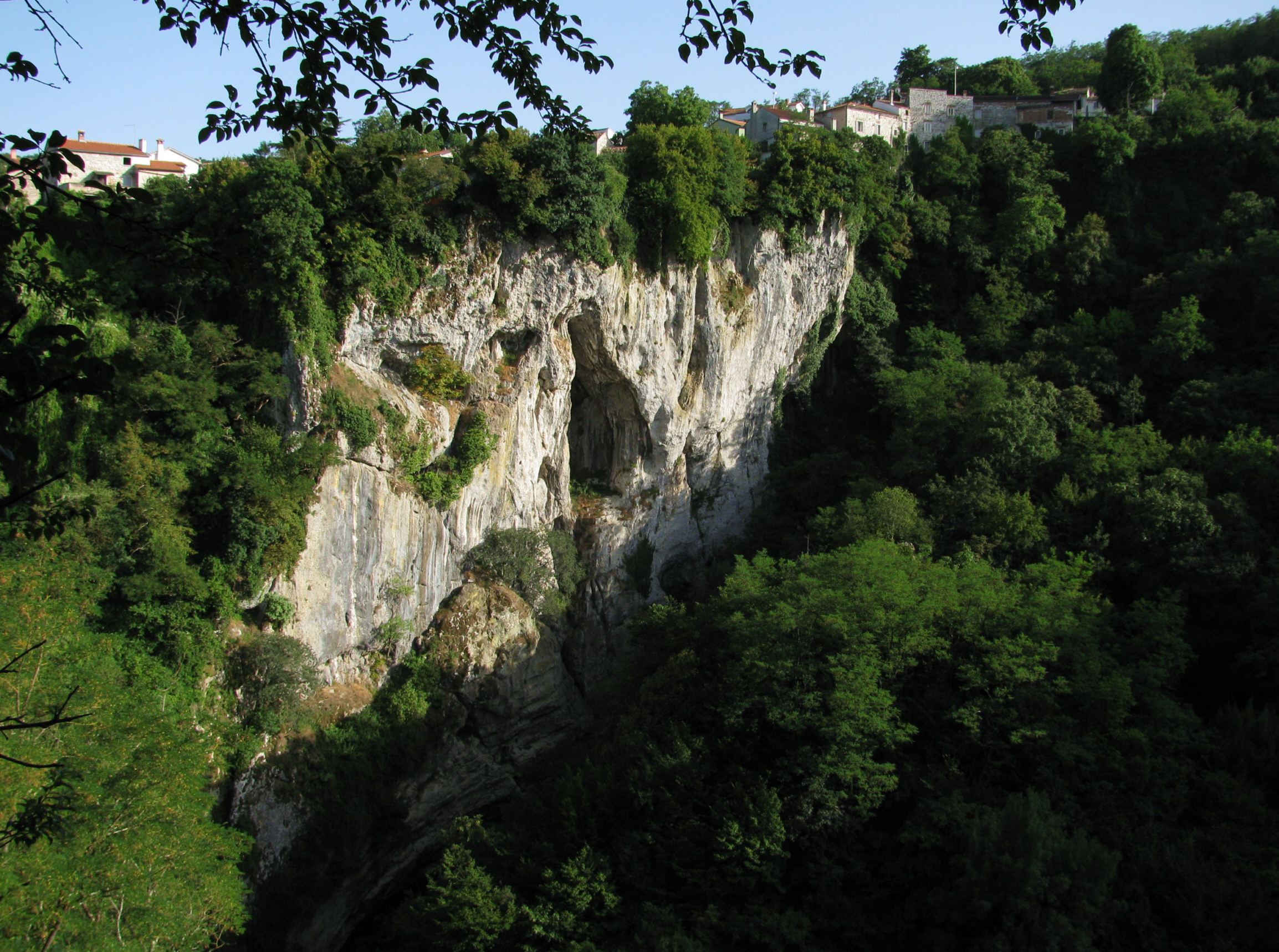
La foiba di Pisino

Gli eccidi, come detto, avevano anche l'obiettivo di eliminare i possibili oppositori del costituendo regime comunista jugoslavo e furono uno dei tanti strumenti che caratterizzarono la sua ascesa al potere. Fra questi è rimasto tristemente celebre il massacro di Bleiburg. Repressioni di tale portata furono consentite dalle caratteristiche dittatoriali del regime comunista di Tito. Simili repressioni furono, inoltre, caratteristiche dell'ascesa al potere di gran parte dei regimi comunisti del periodo (che all'epoca abbracciava lo stalinismo), fatto che ha spesso portato a presentare le foibe come un "crimine del comunismo". 
(Raoul Pupo, Le stragi del secondo dopoguerra nei territori amministrati dall'esercito partigiano jugoslavo)

### Il ruolo dell'epurazione preventiva
A partire dalla fine degli anni ottanta una serie di studi ad opera di Elio Apih, Raoul Pupo e Roberto Spazzali, hanno evidenziato il nesso tra gli eccidi del 1945 e le stragi jugoslave, ossia quell'insieme di eccidi che hanno ovunque marcato la presa del potere in Jugoslavia, da parte di un movimento rivoluzionario a guida comunista, protagonista di una guerra che non era solo di liberazione, ma che era anche una feroce guerra civile, diretta all'eliminazione fisica degli avversari e che si trascinò, in termini di scontri armati e stragi, fino al 1946.
Pertanto l'ipotesi più plausibile per spiegare gli eccidi delle foibe è stata quella dell'"epurazione preventiva". Tale epurazione nella Venezia Giulia combinava, in modo inscindibile, obiettivi di rivalsa nazionale e di affermazione ideologica, nonché di riscatto sociale, e voleva eliminare tutti i potenziali oppositori (reali o meno) del disegno politico di Tito. Il progetto era contemporaneamente nazionale e ideologico, dal momento che mirava sia all'annessione della Venezia Giulia, sia all'instaurazione di un regime stalinista. Questa interpretazione dei fatti, non sottovaluta il fondamentale ruolo del nazionalismo sloveno e croato e del loro inserimento nell'ambito della politica di potenza della nuova Jugoslavia e pone al centro dell'attenzione il problema dell'affermazione del comunismo mediante la lotta armata, evidenziando inoltre la differenza fra la resistenza nella Venezia Giulia e quella del resto d'Italia.
Le stragi giuliane del 1945, non ebbero nulla a che vedere con la Resistenza italiana, non solo perché essa non vi partecipò, ma soprattutto perché i contesti in cui agirono i due movimenti di resistenza furono profondamente diversi. In Italia le zone liberate furono spesso teatro di svariate azioni violente, che segnarono la brutale conclusione di conflitti che si erano aperti fin dai primi anni venti. Tali violenze però, si svolsero al di fuori delle strutture di uno Stato che sarebbe stato, da lì a poco, ricostruito secondo principi democratici e liberali e che non era nemmeno collegabile a nessun disegno politico complessivo, poiché l'ipotesi di una presa del potere rivoluzionaria era stata scartata dal PCI. Nella Venezia Giulia invece, la violenza di massa costituì uno degli elementi portanti di una rivoluzione vittoriosa che si trasformò gradualmente in un regime stalinista, capace di convertire l'aggressività nazionale e ideologica presente nei quadri partigiani in violenza di Stato.
Lo storico Gianni Oliva nel suo libro “La resa dei conti – aprile-maggio 1945: foibe, piazzale Loreto e giustizia partigiana”, nel distinguere i massacri delle foibe dagli altri episodi di violenza postbellica accaduti nelle altre regioni d'Italia, scrive: 
(Gianni Oliva, La resa dei conti – aprile-maggio 1945: foibe, piazzale Loreto e giustizia partigiana)

## Le tesi militanti oggi
La ricerca storica ha ormai concluso molteplici studi sugli avvenimenti, molte opere divulgative sono, inoltre, state pubblicate. Nell'opinione pubblica, tuttavia, persiste una forte enfasi, di origine ideologica, sulle responsabilità che comunismo e fascismo hanno avuto nelle foibe: questo genera una serie di "tesi militanti" (secondo la definizione degli storici Pupo e Spazzali), di tesi cioè originate in ambiti politici e non supportate da un adeguato lavoro di ricerca storica.

### Comunismo e fascismo: il dibattito sulle responsabilità
In particolare, in alcuni ambienti della destra si afferma che le foibe sono state semplicemente un crimine del comunismo (spregiativamente denominato "barbarie slavocomunista"), un genocidio di cittadini inermi che avevano la "sola colpa di essere italiani", in preparazione alla successiva pulizia etnica. D'altra parte, in alcuni ambienti della sinistra, è diffuso un atteggiamento "giustificazionista" e si presentano gli eccidi come una "reazione" alla brutalità fascista. È diffuso, inoltre, un atteggiamento "riduzionista" che contesta il numero delle vittime delle foibe correggendolo al ribasso e che sostiene che gli eccidi abbiano coinvolto essenzialmente esponenti fascisti, sia militari sia civili, responsabili di repressioni e di crimini di guerra italiani in Jugoslavia. Si è già visto precedentemente come le cause degli eccidi siano, in realtà, molto più complesse rispetto a queste semplificazioni.

### Negazionismo o riduzionismo dei massacri
In un suo libro del 1997, la giornalista triestina Claudia Cernigoi ha definito in un suo saggio tutto il processo di riflessione storiografica sulle foibe sviluppatosi in Italia nel corso degli anni novanta come frutto diretto della «propaganda nazifascista» e teso a riproporre un «neoirredentismo» italiano. Uno degli scopi dichiarati dall'autrice è quello di «liberare finalmente anche gli Sloveni e la sinistra tutta da quel senso di colpa che si portano dietro come "infoibatori"». In questo libro il numero degli infoibati nella provincia di Trieste per opera degli jugoslavi venne determinato in 517, oltre a ciò, per l'autrice, «non vi furono massacri indiscriminati: della maggior parte degli arrestati si sa che erano militari e comunque collaboratori del nazifascismo». Allo stesso tempo, con riferimento alle onoranze concesse negli anni più recenti agli infoibati, la Cernigoi affermava che «visti i ruoli impersonati dalla maggior parte degli "infoibati", personalmente ci rifiutiamo di onorarli. Si può provare umana pietà nei confronti dei morti, ma da qui ad onorare chi tradiva, spiava, torturava, uccideva, ce ne corre».
Il testo provocò moltissime polemiche, tanto che un ricercatore vicino alle associazioni degli esuli istriani - Giorgio Rustia - pubblicò nel 2000 un saggio fortemente critico delle metodiche di studio della Cernigoi. Rustia contestò alla radice l'intera impostazione del saggio della Cernigoi, fra l'altro individuando all'incirca altri duecento nomi di persone soppresse dagli jugoslavi a Trieste e nella provincia e ricostruendo la storia personale di alcuni degli infoibati dalla Cernigoi accusati di gravi reati che secondo Rustia non furono commessi.
In uno studio del 2003, gli storici Raoul Pupo e Roberto Spazzali hanno pertanto inserito Claudia Cernigoi fra i «negazionisti (o riduzionisti)» delle foibe. Claudia Cernigoi ha reagito molto duramente a tale accusa, con due articoli apparsi sulla rivista on-line La Nuova Alabarda, da lei diretta, a marzo del 2003 e a febbraio del 2007, nei quali ha affermato di ritenere «inesatta e fuorviante, oltreché offensiva, questa definizione» e ribadendo che - a suo dire - sulle foibe sarebbe stata artatamente creata una «mitologia (...) a scopi politici», «a scopo anticomunista, antipartigiano e soprattutto in funzione razzista contro i popoli della ex Jugoslavia (...)», augurandosi nel contempo che in Italia non si fosse «già arrivati al fascismo completo». In una lettera aperta di marzo 2010, la stessa Cernigoi si è lamentata del fatto che «da un po' di tempo (...) gli studiosi Claudia Cernigoi (che scrive), Sandi Volk e Alessandra Kersevan (che è anche titolare della casa editrice Kappa Vu di Udine) sono accusati di essere dei “negazionisti delle foibe”, dove va considerato che il termine di “negazionista” è genericamente usato, in ambito storico, per definire in senso negativo gli studiosi e i propagandisti che cercano di dimostrare che non vi fu una politica di sterminio nazista nei confronti del popolo ebraico. Con questa similitudine si cerca pertanto di paragonare la nostra attività di ricerca storica a quella di altre persone che nulla di scientifico in ambito storico hanno prodotto ma si limitano ad arrampicarsi sugli specchi per dimostrare una propria teoria».
Claudia Cernigoi è stata in seguito definita "negazionista" anche dallo storico tedesco Rolf Wörsdörfer. La storica Marta Verginella, nel recensire l'opera "Operazione Foibe. Tra storia e mito", ha commentato: "La ricostruzione di Cernigoi, sebbene volta a contrastare letture tendenziose, cede anch'essa a omissioni e imprecisioni, soprattutto quando nega che tra gli infoibati e gli scomparsi vi fossero avversari politici e nazionali".
Anche Jože Pirjevec contesta l'opinione di coloro che considerano le foibe come strumento utilizzato per compiere una pulizia etnica programmata, e sostiene che: 
(Jože Pirjevec: Foibe – Una storia d’Italia, Giulio Einaudi editore, Torino 2009)

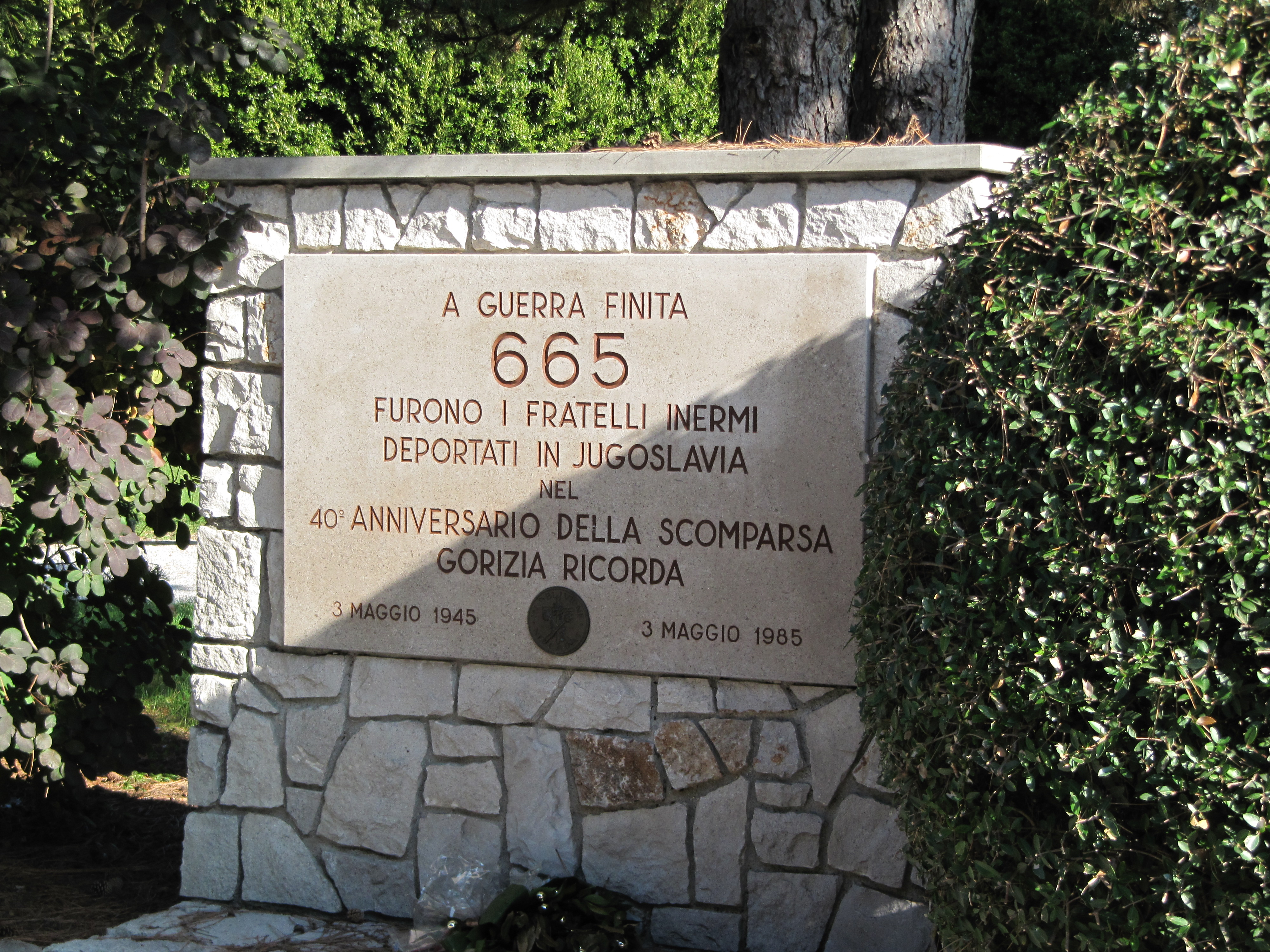
Monumento dedicato ai Goriziani deportati

Per la condivisione di tale tesi, il professor Pirjevec è stato fortemente criticato da molti opinionisti e storici italiani, fra i quali Paolo Mieli (per il quale Pirjevec avrebbe scatenato «polemiche di fuoco»), Roberto Spazzali, Ugo Finetti, Frediano Sessi e Giuseppe Parlato.

Di negazionismo ha parlato anche il presidente della Repubblica Italiana, Sergio Mattarella, in occasione della Giornata del Ricordo del 2020, quando ha affermato esplicitamente 
( la Repubblica - 9 febbraio 2020, su repubblica.it. la Repubblica - 9 febbraio 2020 - Foibe, Mattarella: "No ai negazionismi, non fu una ritorsione contro i torti del fascismo. Bisogna proteggere l'ideale europeo")

#### Tesi sul primo utilizzo delle foibe
Attorno al 1860, Giovanni Bennati, un prete nativo di Pirano, per contrastare in modo irridente chi non voleva riconoscere la sua cittadina come capoluogo della Marca Istriana nell'ambito della riorganizzazione amministrativa dell'Impero austro-ungarico, scrisse una filastrocca con cui intendeva irridere i sostenitori di Pola. Nel testo della canzoncina era contenuta la frase "A Pola xè l'Arena, la Foiba xè a Pisin, che i buta zò in quel fondo chi gà zerto morbin...". Peraltro Foiba è il nome di un torrente che si getta in un celebre e imponente inghiottitoio carsico e non indica quindi le "foibe" nel loro complesso, ma nel significato originario indica sia il torrente che il suo inghiottito dove il torrente termina.
Il tempo e l'uso della parola hanno, com'è normale che sia in una lingua viva, fatto mutare il significato della parola Foiba facendolo diventato l'attuale significato riferito a tutte le voragini carsiche, sia con lago o acque correnti sul fondo, sia senza.
Nel 1919 l'irredentista triestino Giuseppe Cobol (Cobolli Gigli) scrisse una guida turistica di Trieste in cui riportava il testo della filastrocca. Otto anni dopo, nel 1932, Cobol (che nel frattempo aveva aderito al fascismo) in un articolo edito sull'organo del PNF "Gerarchia" scrisse: «La musa istriana ha chiamato Foiba degno posto di sepoltura per chi nella provincia d'Istria minaccia le caratteristiche nazionali dell'Istria». Negli anni ottanta le pubblicazioni di Cobolli furono riscoperte e divennero oggetto di polemiche nell'ambito locale giuliano. Sulla base di esse si è affermò infatti che l'utilizzo delle foibe, per eliminare le vittime di stragi, fosse di "ideazione fascista".
Già all'epoca, in ambito storiografico, furono espresse delle perplessità. Ad esempio per lo storico Elio Apih, il nesso fra le foibe e gli scritti di Cobolli è "suggestivo e non credibile" e tali scritti, anche se definibili come "cattiva letteratura" e testimonianza di un'"ostilità scherzosa", non possono essere certo presentati, retrospettivamente, come un antefatto alle stragi.

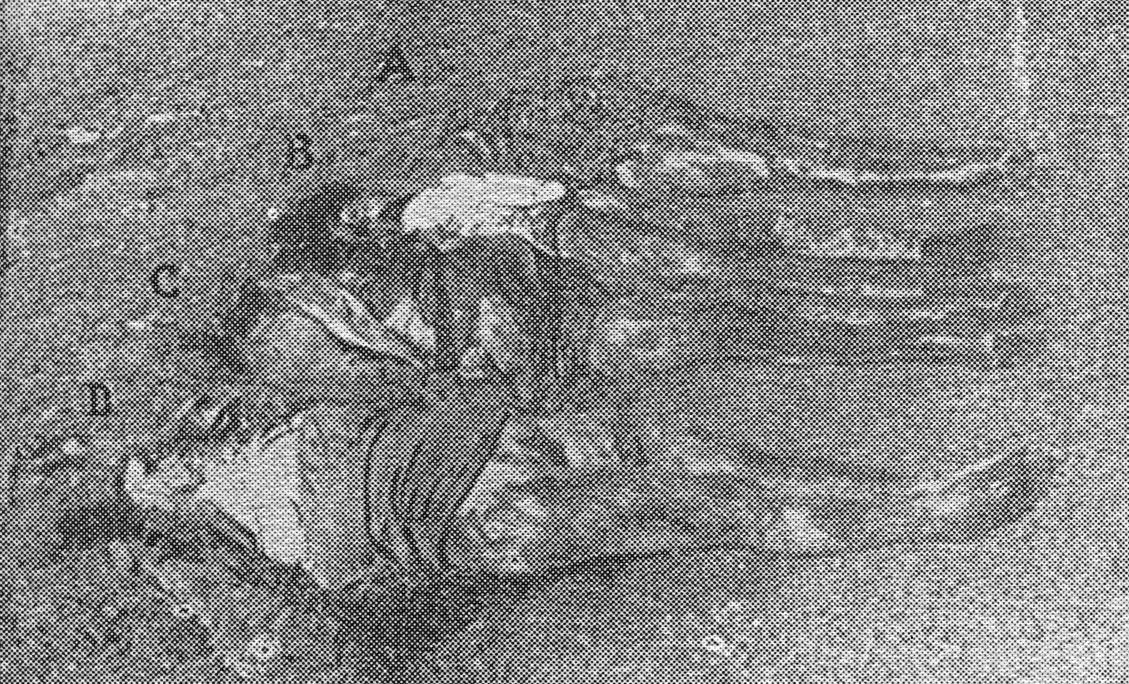
4 novembre 1943: accanto alla foiba di Terli vengono ricomposti i corpi di Albina Radecchi (A), Caterina Radecchi (B), Fosca Radecchi (C) e Amalia Ardossi (D)

Nel 2003, il giornalista e scrittore Giacomo Scotti ha rilanciato la tesi affermando, sulla base degli scritti di Cobolli, che le foibe sarebbero state un'"invenzione fascista". L'innovazione fu che, a riprova di un effettivo utilizzo delle foibe da parte fascista, Scotti citò una lettera, a firma di Raffaello Camerini, pubblicata sul quotidiano triestino Il Piccolo nel 2001, dove si riferisce di supposti eccidi compiuti dai fascisti e dell'occultamento dei cadaveri delle vittime in alcune foibe. 
(Testimonianza di Raffaello Camerini pubblicata su Il Piccolo del 5 novembre 2001)
Le affermazioni contenute in tale lettera sono state oggetto di critiche essendo prive di riscontri. Peraltro, il lavoro coatto per gli ebrei non venne istituito nel 1940 - come affermò il Camerini, che situa i suoi ricordi fra la fine del 1940 e il 1941 - ma il 6 maggio del 1942, e in un saggio sul vescovo di Trieste Antonio Santin apparso lo stesso anno della pubblicazione della lettera si afferma espressamente che "In base alla legge del maggio 1942 sulla precettazione civile, Raffaello Camerini venne invitato a presentarsi al lavoro coatto a Vicenza".
Le tesi di Scotti, pur essendo diffuse in ambito giornalistico, non sono mai state validate in ambito storiografico. Nonostante questo hanno avuto una certa diffusione, venendo riportate anche da un intellettuale come Predrag Matvejević e in molti ambienti vicini alla resistenza (soprattutto a quella comunista) come l'ANPI e in quotidiani di ispirazione comunista, quali il manifesto e Liberazione. La tesi è inoltre popolare in svariate associazioni neo e post-comuniste. Nel già citato saggio del 2009, curato dallo storico italiano Jože Pirjevec, le tesi di Scotti sono citate (senza ulteriori approfondimenti) assieme alla testimonianza del Camerini, primo e unico caso nell'ambiente della ricerca storica. Come evidenziato sopra, tale saggio è stato fortemente criticato da molti storici e giornalisti.
Lo storico Elio Apih, che pure ha effettuato un'analisi dei possibili precursori delle foibe, non menziona tale tesi. Lo stesso Apih ricorda che l'utilizzo delle foibe quale fossa comune non costituisce una caratteristica originale degli eccidi giuliani. Nella gran parte delle stragi che caratterizzarono la seconda guerra mondiale, difatti, insorse la necessità pratica di seppellire o occultare in fretta e con poca fatica le vittime. Le foibe furono utilizzate semplicemente perché era ciò che la Venezia Giulia offriva allo scopo, a fianco, peraltro, di miniere abbandonate e di cave.
Lo storico Raoul Pupo è sostanzialmente in linea con quest'ultima affermazione, laddove parla di una tecnica di omicidio "diffusa in tutta l'area Jugoslava".
Un'altra ipotesi attribuisce l'utilizzo di foibe per eliminare i cadaveri di perseguitati politici al comandante di polizia della RSI Gaetano Collotti, è stata proposta nel già citato testo Operazione foibe a Trieste, della giornalista Claudia Cernigoi.

## Interpretazioni a livello istituzionale
(Discorso del Presidente della repubblica Giorgio Napolitano in occasione della celebrazione del "Giorno del ricordo". Roma, 10 febbraio 2007)
Condanniamo ancora una volta le ideologie totalitarie che hanno soppresso crudelmente la libertà e conculcato il diritto dell'individuo di essere diverso, per nascita o per scelta.»
(Dichiarazione congiunta del Presidente della Repubblica Italiana Giorgio Napolitano e dal Presidente della Repubblica di Croazia Ivo Josipović pronunciata in occasione del loro incontro avvenuto a Pola il 3 settembre 2011
)

## La questione delle foibe nella memoria collettiva

### L'oblio del dopoguerra

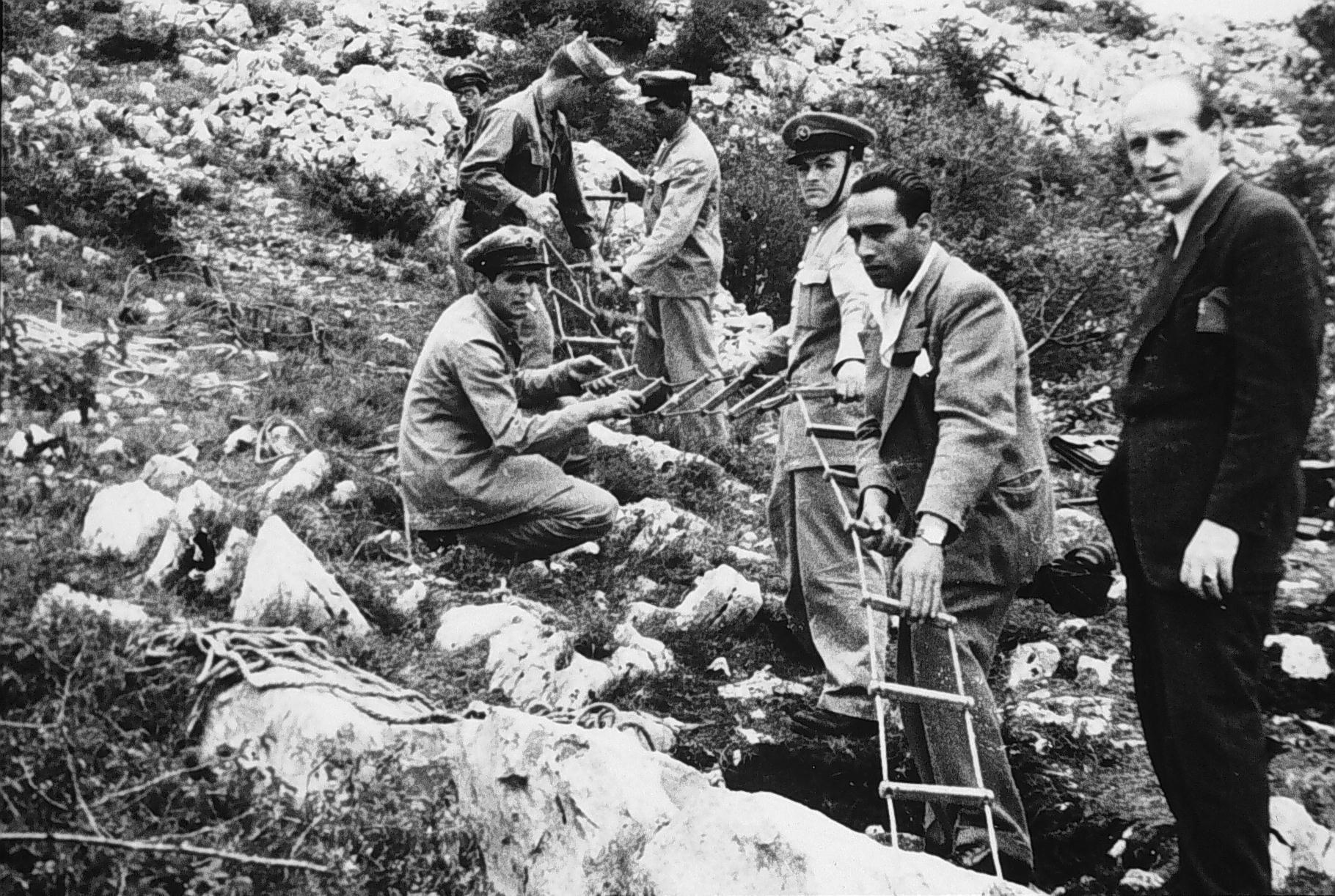
La scoperta dell'ingresso di una fossa comune in Friuli nel secondo dopoguerra

Trascorso il secondo dopoguerra, la vicenda è stata a lungo trascurata per i convergenti interessi di governo e opposizione.
Secondo lo storico Gianni Oliva, il silenzio fu causato da tre motivi: prima di tutto vi fu un silenzio internazionale, provocato dalla rottura tra Tito e Stalin avvenuta nel 1948, che spinse tutto il blocco occidentale a stabilire rapporti meno tesi con la Jugoslavia, in funzione antisovietica (si era agli inizi della guerra fredda). Vi furono anche cause politiche, dal momento che il PCI non aveva interesse a evidenziare le proprie contraddizioni sulla vicenda e le proprie subordinazioni alla volontà del comunismo internazionale. Vi fu infine un silenzio da parte dello Stato Italiano, che non voleva più prendere in considerazione le questioni relative alla sconfitta nella seconda guerra mondiale, considerato che a partire dagli anni sessanta i rapporti fra Jugoslavia e Italia si erano normalizzati.
La memoria degli avvenimenti rimase per lo più ristretta nell'ambito degli esuli, di qualche intellettuale anticonformista e di commemorazioni locali. Solo una parte della destra ha sostenuto le ragioni delle vittime, sia pure strumentalizzandole in funzione prettamente anticomunista, finanche ad esagerarne il loro numero.
Il volume del Grande Dizionario Enciclopedico UTET contenente il lemma Fòiba, edito nel 1968, si limita alla mera definizione geologica senza alcuna menzione dei massacri.
Il 24 aprile 1975, Giovanni Leone, presidente delle Repubblica Italiana, partecipò alle celebrazioni per il trentennale della Liberazione di Trieste alla Risiera di San Sabba e il giorno seguente presso la foiba di Basovizza, deponendo una corona di alloro: questo gesto provocò a distanza di poche ore una forte nota di protesta jugoslava tramite l'agenzia di stampa Tanjug e la corona venne rubata e bruciata.
Ciò non toglie che in opere storiche l'argomento fosse dibattuto: ad esempio nel 1980, Arrigo Petacco, noto giornalista e saggista, illustrò la tragica realtà di questo massacro. Il suo racconto, pur all'interno di un'opera più ampia e con molte incertezze, prudenze e omissioni, offriva un quadro sufficientemente completo, senza sottovalutare entità e ferocia delle stragi.
Nel 1982 Giovanni Spadolini, Presidente del Consiglio dei ministri, dichiarò le foibe di Basovizza e di Monrupino, ossia le uniche due foibe ove avvennero uccisioni esistenti nel territorio della Repubblica Italiana, monumenti di interesse nazionale; nel 2004 entrambi i luoghi divennero monumento nazionale.
Il tema dell’oblio colpevole è stato stigmatizzato pubblicamente nel 2007 dall’allora Presidente delle Repubblica Giorgio Napolitano: 
(Discorso del Presidente della repubblica Giorgio Napolitano in occasione della celebrazione del "Giorno del ricordo". Roma, 10 febbraio 2007)
Un'attenta analisi delle cause del silenzio attorno alle vicende delle foibe fu esposta nel 2019 dal Presidente della Repubblica Sergio Mattarella: 
Solo dopo la caduta del muro di Berlino – il più vistoso, ma purtroppo non l’unico simbolo della divisione europea - una paziente e coraggiosa opera di ricerca storiografica, non senza vani e inaccettabili tentativi di delegittimazione, ha fatto piena luce sulla tragedia delle foibe e sul successivo esodo, restituendo questa pagina strappata alla storia e all’identità della nazione.»
(Discorso del Presidente della Repubblica Sergio Mattarella in occasione della celebrazione del "Giorno del ricordo". Quirinale, 9 febbraio 2019)

### IlGiorno del ricordo
Con la fine della guerra fredda, nei primi anni novanta, il tema delle foibe tornò a riscuotere anche l'interesse dei mass media. Anche su iniziativa degli ex comunisti, si pose l'attenzione su questi episodi, che iniziarono a essere ufficialmente ricordati.
Con la legge n. 92 del 30 marzo 2004 in Italia è stato istituito, nella giornata del 10 febbraio di ogni anno, il Giorno del ricordo in memoria delle vittime delle foibe e dell'esodo giuliano-dalmata.
Lo stesso provvedimento legislativo ha anche istituito una specifica medaglia commemorativa destinata ai congiunti delle vittime fino al sesto grado:
 Medaglia commemorativa del Giorno del ricordo
Dal 2005, ogni 10 febbraio si celebra il Giorno del ricordo, solennità dedicata alla commemorazione delle stragi e del successivo esodo. La data ricorda il trattato di Parigi siglato nel 1947, che assegnò alla Jugoslavia la grande maggioranza della Venezia Giulia e la Provincia di Zara.
In tale occasione fu trasmessa da RAI 1 la fiction Il cuore nel pozzo, prodotta dalla RAI e liberamente ispirata alle stragi delle foibe. La trasmissione ebbe una vasta audience, ma suscitò numerose polemiche per la grossolana approssimazione con cui veniva trattato il contesto storico della vicenda.
Già nel 1997, va notato, Forlì e Loano, furono le prime città italiane a farlo, dedicarono una via ai "Martiri delle Foibe". Parecchie altre seguirono in seguito l'esempio.

## Processi ai criminali di guerra
I vari governi italiani succedutisi negli anni mai consegnarono i responsabili dei crimini nei Balcani, sia a causa della cosiddetta "amnistia Togliatti" intervenuta il 22 giugno 1946, sia perché il 18 settembre 1953 il governo Pella approvò l'indulto e l'amnistia proposta dal guardasigilli Antonio Azara per i tutti i reati politici commessi entro il 18 giugno 1948, a cui si aggiunse quella del 4 giugno 1966.
All'epoca la sola città di Belgrado chiese di imputare oltre 700 presunti criminali di guerra italiani e i generali Mario Roatta, Vittorio Ambrosio e Mario Robotti, che non furono mai consegnati nonostante gli accordi internazionali prevedessero la loro estradizione.
Nel 1992 è stato istituito un procedimento giudiziario in Italia contro alcuni dei responsabili dei massacri ancora in vita. Tali inchieste furono giustificate dal fatto che all'epoca la Venezia Giulia era ancora ufficialmente sotto sovranità italiana; inoltre i crimini di guerra non sono soggetti a prescrizione. Partite dalla denuncia di Nidia Cernecca, figlia di un infoibato, videro come principali imputati i croati Oscar Piskulic e Ivan Motika, definito il "boia di Pisino". L'inchiesta fu istituita dal pubblico ministero Giuseppe Pittitto. Nel 1997 diversi parlamentari sollecitarono il governo affinché avanzasse richiesta di estradizione per alcuni degli imputati. Il procedimento si è concluso con un nulla di fatto: nel 2004 fu infatti negata la competenza territoriale dei magistrati italiani.
Anche in questa occasione fiorirono le polemiche: fra le altre cose Pittitto fu accusato di volere imbastire un "processo alla resistenza".

## Elenco di foibe e altri luoghi di infoibamento
Oltre che in Venezia Giulia, anche in altre parti d’Italia ci furono vittime della cosiddetta resa dei conti alla fine della guerra. Da un documento del Ministero dell'interno, datato 4 novembre 1946, non firmato ma comunque conservato presso l’Archivio centrale dello Stato a Roma, risulta che fu di 8 000 il numero delle persone uccise in Italia (Venezia Giulia esclusa) dai partigiani italiani, perché politicamente compromesse con il regime fascista.

Provincia di Pordenone
- Foiba di Fous di Balanceta, vicino a Spilimbergo, (PN)
- Foiba di Pian delle More, vicino a Barcis.
- Foiba di Bus de la Lum, nel comune di Caneva, sull'altopiano del Cansiglio.
- Foiba del Busat - Malga Busa, nel comune di Polcenigo.
- Foiba di Bus del Chinet, nei pressi di Polcenigo.
- Foiba di Bus del Capitano, nei pressi di Polcenigo.
- Foiba di Ciari del Bus, nei pressi di Polcenigo.
- Foiba di Bus del Viay, nei pressi di Polcenigo.
- Foiba di Bus del Pradi, nei pressi di Polcenigo.
- Grotta sul Cornier, nei pressi di Budoia.
- Foiba di Fossa degli Sbirri, nei pressi di Budoia.
- Foiba di Bus del Can, nei pressi di Budoia.

Provincia di Treviso
- Foiba di Pian della Pitta, loc. Casera Prese, nei pressi di Vittorio Veneto.
- Foiba di Bus della Spelonca, nei pressi di Vittorio Veneto.
- Abisso III Pian Rosada, nei pressi di Vittorio Veneto.

Provincia di Vicenza
- Foiba Rossetta, nei pressi di Tonezza del Cimone (23 deceduti, tra i quali un prete ortodosso ed una donna).
- Foiba di Monte San Lorenzo, frazione di Gambugliano (15 salme recuperate, tra le quali la madre ed il bambino della famiglia Tescari).
- Foiba Buso delle Lovarezze a Caltrano (8 deceduti, tra i quali una donna tuttora sconosciuta).
- Foiba della Spaluga a Lusiana (15 deceduti, tra i quali una donna).

In questo elenco sono segnalate le foibe, le cave, le miniere, i pozzi o altri luoghi nei quali sono stati trovati resti umani di persone infoibate, dei quali solo una minima parte è stata recuperata:

### Provincia di Udine
- Foiba di Drenchia, provincia di Udine, presenza di cadaveri della Divisione partigiana "Osoppo", secondo Diego De Castro.
- Foiba di Terzo di Aquileia, nei pressi di Udine.
- Foiba del Monte Corada, nei pressi di Canale d'Isonzo.

### Provincia di Gorizia
- Foiba di Brestovizza, nel comune di Comeno (Komen).
- Foiba di Zavni, già in comune di Tarnova della Selva (Trnovo), nella Selva di Tarnova, oggi frazione di Nuova Gorizia; secondo le testimonianze, vi sono stati gettati i corpi dei Carabinieri di Gorizia, oltre che di centinaia di sloveni oppositori di Tito.
- Foiba di Gargaro o Podgomila, nel comune di Gorizia, circa ottanta morti, secondo diverse testimonianze.
- Foiba di Rupofredda, vicino a Tarnova.
- Foiba di San Daniele del Carso, vicino a Gorizia.
- Foiba di Gabria di San Michele del Carso, vicino a Opacchiasella.
- Foiba di Villa Marzia, nei pressi di Canale d'Isonzo.
- Foiba di Koscevnik, vicino a Tarnova.
- Foiba di Locavizza, vicino a Rifembergo.
- Foiba di Biglia, vicino a Merna-Castagnevizza.
- Fossa di Desenza, vicino a Gorizia.
- Foiba di Medea, vicino a Gorizia.
- Foiba di Aidussina, nei pressi di Ustie.
- Foiba di Revenusce, nei pressi di Tarnova.
- Foiba di Ruchin, nei pressi di Aidussina.
- Foiba di Comeno, nei pressi di Dolegna del Collio.
- Fosse di Casada, nei pressi di San Pier d'Isonzo
- Fossa di Poggio Poggetto, nei pressi di Gorizia.
- Foiba di Ronchi dei Legionari, vicino a Gorizia.
- Foiba di Sella di Monte Santo, vicino a Gorizia.
- Foiba di Figovizza, vicino a Quisca
- Foiba di Ugovizza, vicino a Malborghetto-Valbruna
- Foiba di Vedrignano, vicino a Collio.
- Foiba di Colmo, nei pressi di Collio.
- Abisso di Pipenca, nei pressi di Gorizia.
- Foiba di Volci, vicino a Comeno.
- Foiba di Ponte di Piuma, vicino a Gorizia.
- Foiba Bianchis, vicino a Gorizia.
- Foiba di Sambasso, vicino a Gorizia.
- Foiba di Pugnofreddo, nei pressi di Tarnova.
- Foiba di Temenizza, nei pressi di Merna-Castagnevizza.
- Foiba di Poggio San Valentino, nei pressi di Collio.
- Foiba di Ville Montevecchio, nei pressi di Voghersca.
- Foiba di Prepotto-Caoretto, vicino a Trieste.
- Foiba di Stremiz, vicino a Udine.
- Foiba di Salandris, vicino a Udine.

### Provincia di Trieste
- Foiba di Basovizza, vicino a Trieste, monumento nazionale (testimonianze di centinaia di infoibamenti).
- Foiba di Monrupino, vicino a Trieste, monumento nazionale (testimonianze di centinaia di infoibamenti).
- Foiba di San Lorenzo di Basovizza, vicino a Trieste.
- Foiba di Podubbo, vicino a Trieste, cinque corpi individuati e non recuperati.
- Foiba di Opicina, vicino a Trieste, assieme alle foibe di Campagna e Corgnale, circa duecento infoibati, i cui corpi non sono stati recuperati.
- Foiba di Campagna (Trieste), vicino a Trieste, assieme alle foibe di Opicina e Corgnale, circa duecento infoibati, i cui corpi non sono stati recuperati.
- Foiba di Corgnale, vicino a Trieste, assieme alle foibe di Campagna e Opicina, circa duecento infoibati, i cui corpi non sono stati recuperati.
- Foiba di Sesana, vicino a Trieste, numero imprecisato di corpi recuperati nel 1946.
- Foiba di Bohonivic, vicino a Sesana.
- Foiba di Orle, vicino a Trieste, numero imprecisato di corpi recuperati nel 1946.
- Foiba di Gropada, vicino a Trieste, trentaquattro persone eliminate con colpo alla nuca il 12 maggio 1945. Corpi non recuperati.
- Foiba di Prepotto, vicino a Trieste.
- Foiba di Ternovizza, frazione di Ternova o Ternova Piccola (Trnovca o Trnovica) nel comune di Duino-Aurisina.
- Foiba di Aurisina, nel comune di Duino-Aurisina.
- Foiba di Sistiana, nel comune di Duino-Aurisina.
- Foiba di San Dorligo della Valle, vicino a Trieste.
- Fossa del podere Mavez, vicino a Trieste.
- Abisso di Plutone, vicino a Trieste.
- Pozzo di Rupingrande, vicino a Trieste.
- Abisso di Prosecco, vicino a Trieste.
- Fossa Monte Tabor, vicino a Trieste.
- Foiba di Santa Croce, vicino a Trieste.
- Foiba di Mciah Lusa, vicino a Opicina.
- Foiba di Jama Korzisko, vicino a Prosecco.
- Foiba di Sant'Antonio in Bosco, frazione di San Dorligo della Valle

### Ex provincia di Pola
- Abisso di Semich, comune di Lanischie in Istria, un centinaio di corpi individuati, ma non recuperati.
- Foiba di Cernovizza, nel comune di Pisino (Pazin), testimonianze di circa cento uccisioni.
- Foiba di Raspo, nel comune di Lanischie (Lanišće).
- Foiba di Vines, detta anche Foiba o Fossa dei Colombi, nel comune di Albona, (Labin) in Istria, 84 corpi recuperati nel mese di ottobre 1943.
- Foiba di Treghelizza, già comune di Visinada, oggi di Castellier-Santa Domenica in Istria, due corpi recuperati nel 1943.
- Foiba di Vescovado, nel comune di San Lorenzo del Pasenatico (Sveti Lovreč Paženatički), sei corpi recuperati.
- Cava di bauxite di Gallignana in Istria, ventitré corpi recuperati nel mese di ottobre del 1943.
- Foiba di Pucicchi, undici corpi recuperati nel 1943.
- Foiba di Villa Surani o Surani (Šurani), comune di Antignana (Tinjan) in Istria, recuperate nel novembre del 1943 ventisei salme di cui ventuno riconosciute.
- Foiba di Cernizza, due salme recuperate nel 1943.
- Foiba di Cregli, otto corpi recuperati nel 1943.
- Foiba di Gimino, in Istria.
- Foiba di Iadruichi, in Istria.
- Foiba di Barbana, in Istria.
- Foiba Bertarelli, comune di Pinguente in Istria.
- Abisso Bertarelli, comune di Pinguente in Istria.
- Foiba di Rozzo (Roč), nel comune di Pinguente (Buzet).
- Foiba di Sepec o Sepez (Rozzo) in Istria.
- Foiba di San Salvaro.
- Foiba di Beca, vicino a Cosina.
- Miniera di bauxite di Lindaro (Lindar), nel comune di Pisino (Pazin).
- Foiba di Podubboli, vicino a Barbana d'Istria
- Abisso di Susnici, nei pressi di San Lorenzo del Pasenatico
- Fossa di Oblogo, vicino a Umago
- Foiba di Zenkovizza, nei pressi di Castellier-Santa Domenica
- Foiba di Sosice, nei pressi del comune omonimo.
- Foiba di Casservola, vicino a Castelnuovo d'Istria
- Foibe di Narcovigi, nei pressi di Gimino
- Foiba di Cassiere, vicino a Castelnuovo d'Istria
- Miniera di Savignacco, lungo il fiume Quieto
- Miniera di bauxite di Gallignana, nei pressi di Pola.
- Foiba di Maticchi, vicino a Gimino
- Foiba di Carnizza, nei pressi di Capodistria
- Foiba di Villa Serghi-Cernovizza, vicino a Pisino
- Pozzo Littorio, nei pressi di Albona
- Miniera di carbone di Val Pedena, nei pressi di Pisino
- Foiba di Villa Checchi, nei pressi di Pisino
- Foiba di Villa Cattuni, nei pressi di Pisino
- Pozzo di Dignano-Mazzin, vicino a Pola.
- Foiba di Villa Treviso, nei pressi di Pisino
- Fossa di Umago, vicino alla località omonima.
- Fossa Fianona, nei pressi di Chersano
- Fossa di Caroiba, nei pressi della località omonima.
- Fossa di Pobeghi, vicino a Capodistria
- Foibe di Podgorje, vicino a Piedimonte d'Istria

### Ex provincia di Fiume
- Foiba di Scadaicina, nei pressi di Fiume.
- Foiba di Casserova, tra Obrovo e Golazzo, sulla strada di Fiume (tedeschi, sloveni e italiani gettati dentro. Estremamente difficile il recupero).
- Foiba di Obrovo (Obrov), vicino alla frazione di Obrovo S. Maria, già comune di Castelnuovo d'Istria nella Provincia di Fiume, oggi nel comune di Erpelle-Cosina Slovenia.
- Foiba di Jurani, in Istria.
- Foiba di Terli, nel comune di Barbana (Barban) in Istria, ventisei corpi recuperati nel 1943.
- Foiba di Odolina, vicino a Bacia, sulla strada per Matteria, nel fondo dei Marenzi.
- Foiba di Castelnuovo d'Istria.
- Foiba di Costrena
- Foiba del Monte Maggiore,

### Ex Jugoslavia
- Foiba di Cocevie, in Slovenia, a 70 chilometri a sud-ovest da Lubiana.
- Foiba di Spirnica.
- Foiba di Vilenca
- Kevina Jama, nei pressi di Radosic
- Fossa di Montenero d'Idria
- Fossa di Maribor
- Repicnikova Jama
- Krimska Jama
- Kosevinsko Brezno
- Kaserova Jama
- Brezno na Kosevcu
- Brezno v Mrzlih Dolij
- Semonovo Brezno
- Dvojno Brezno
- Brezarjevo Brezno

## Divulgazione
Sulla scorta della legge istitutiva del Giorno del ricordo che previde, tra l'altro, l'organizzazione di "[...] iniziative per diffondere la conoscenza dei tragici eventi [delle foibe e dell'esodo] presso i giovani delle scuole di ogni ordine e grado [...]", nel 2014 è stato realizzato il film-documentario Il sorriso della Patria, prodotto dall'Istituto piemontese per la storia della Resistenza e della società contemporanea "Giorgio Agosti" di Torino (Istoreto) con la collaborazione dell'Associazione Nazionale Venezia Giulia e Dalmazia. Il documentario, che dura circa 44 minuti, è costituito da spezzoni di diciotto fra cinegiornali e filmati vari dell'Istituto Luce – prodotti fra il maggio del 1946 e l'aprile del 1956 – inframmezzati da foto d'epoca, testimonianze e brani storici.

## Filmografia
- Il cuore nel pozzo, film per la TV RAI, regia di Alberto Negrin (2005);
- Il sorriso della Patria, film-documentario per le scuole, (2014) prodotto dall'Istituto piemontese per la storia della Resistenza e della società contemporanea "Giorgio Agosti" di Torino (Istoreto) con la collaborazione dell'Associazione Nazionale Venezia Giulia e Dalmazia (ANVGD);
- Red Land (Rosso Istria), regia di Maximiliano Hernando Bruno (2018);
- La Rosa dell'Istria, regia di Tiziana Aristarco (2024);

## Toponomastica
Molte città italiane, con amministrazioni di maggioranze politicamente diverse, hanno deciso di dedicare una via o una piazza alle vittime dei massacri delle foibe. Le vie e piazze dedicate alla memoria delle vittime nei massacri sono aumentate da quando si celebra il Giorno del ricordo, ma già prima esistevano diverse vie intitolate alle vittime italiane. Solitamente le vie vengono denominate con la definizione martiri delle foibe e sono inaugurate in data 10 febbraio per rispettare la giornata ufficiale stabilita dalla legge della Repubblica Italiana. In alternativa le vie sono dedicate a singoli personaggi trucidati nei massacri come Norma Cossetto, Riccardo Gigante e altri meno noti, ma legati alla storia di quella città o comune.

## Principali foibe
- Foiba di Basovizza
- Foiba di Monrupino
- Foiba di Terli
- Foiba di Vines